# Volby do zastupitelstev krajů v Česku 2016

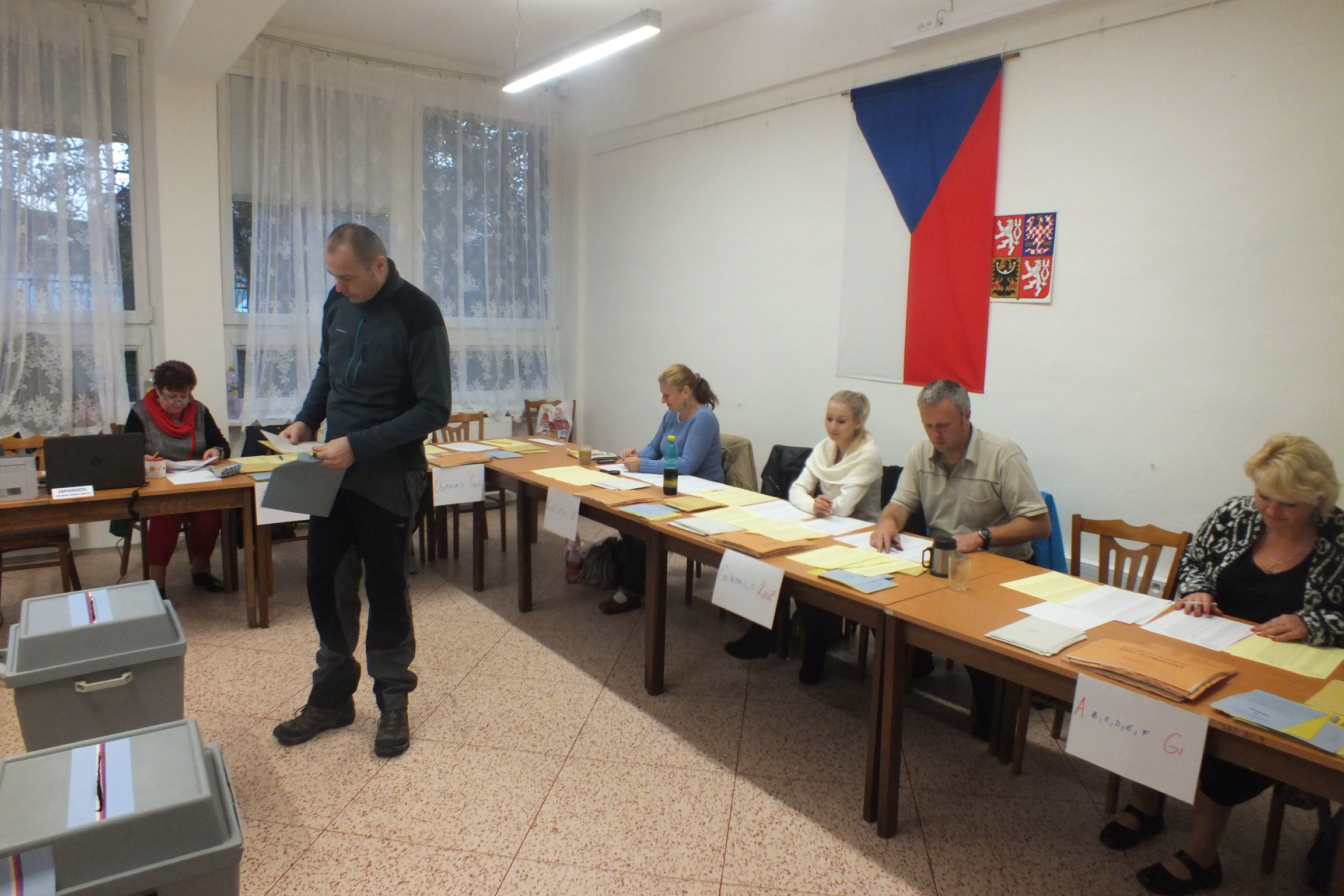
Hlasovací místnost volebního okrsku č. 70 v Olomouci během voleb do zastupitelstev krajů a do Senátu ČR 7. října 2016

Krajské volby 2016, mandáty, celá Česká republika

Volby do zastupitelstev krajů v roce 2016 se konaly 7. a 8. října 2016. O datu jejich konání rozhodl prezident Miloš Zeman 21. dubna 2016. Volili se krajští zastupitelé ve 13 krajích mimo hlavní město Prahu, kde má pravomoci obdobné krajskému zastupitelství zastupitelstvo hlavního města Prahy zvolené v roce 2018. Volby proběhly ve třetině volebních obvodů souběžně s volbami do Senátu a v deseti městech a obcích souběžně s místními referendy (z nichž největší bylo referendum o poloze hlavního nádraží v Brně).
Strany a hnutí mohly předkládat své kandidátní listiny příslušnému krajskému úřadu do 2. srpna 2016, losování čísel hlasovacích lístků proběhlo 23. srpna 2016. Volební účast byla 34,57 %.

## Celkové výsledky stran

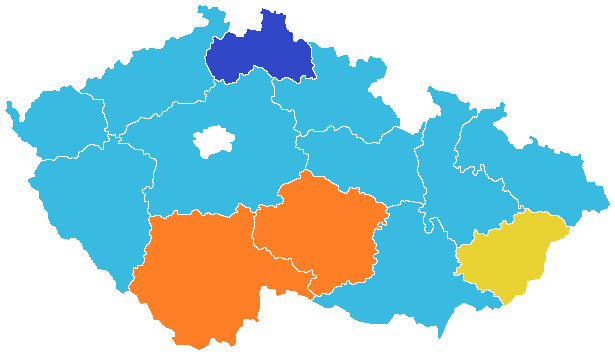
Vítězové podle krajů:
ANO
ČSSD
SLK
KDU-ČSL

| Strana nebo hnutí | Strana nebo hnutí | Počet hlasů | Počet hlasů | Získané mandáty | Získané mandáty | Získané mandáty |
| Strana nebo hnutí | Strana nebo hnutí | absolutně   | %           | původně         | nově            | rozdíl          |
| ----------------- | ----------------- | ----------- | ----------- | --------------- | --------------- | --------------- |
|                   | ANO               | 533 061     | 21,05       | 0               | 176             | +176 ▲          |
|                   | ČSSD              | 386 150     | 15,25       | 205             | 125             | -80 ▼           |
|                   | KSČM              | 267 047     | 10,55       | 182             | 86              | -96 ▼           |
|                   | ODS               | 239 836     | 9,47        | 102             | 76              | -26 ▼           |
|                   | KDU-ČSL           | 159 610     | 6,3         | 61              | 61              | 0 ▬             |
|                   | STAN              | 101 696     | 4,02        | 25              | 38              | +13 ▲           |
|                   | TOP 09            | 86 164      | 3,4         | 19              | 19              | 0 ▬             |
|                   | SLK               | 40 058      | 1,58        | 13              | 18              | +5 ▲            |
|                   | SPD               | 16 730      | 0,66        | 0               | 18              | +18 ▲           |
|                   | SPO               | 4 017       | 0,15        | 7               | 16              | +9 ▲            |
|                   | SNK ED            | [ p 6 ]     | -           | 7               | 6               | -1 ▼            |
|                   | Piráti            | 44 070      | 1,74        | 0               | 5               | +5 ▲            |
|                   | SZ                | 4 417       | 0,17        | 9               | 5               | -4 ▼            |

## Přehled kandidátních listin
Losování čísel pro označení hlasovacích lístků provedla Státní volební komise dne 23. srpna 2016.
| #  | Volební strana (politická strana, politické hnutí nebo jejich koalice)                      | SčK | JčK | PlK | KvK | ÚsK | LiK | KHK | PaK | VyS | JmK | OlK | ZlK | MSK |
| -- | ------------------------------------------------------------------------------------------- | --- | --- | --- | --- | --- | --- | --- | --- | --- | --- | --- | --- | --- |
| 1  | Volte Pravý Blok … www.cibulka.net                                                          | ●   | ●   | ●   | ●   | ●   | ●   | ●   | ●   | ●   | ●   | ●   |     | ●   |
| 2  | Občanská demokratická strana                                                                | ●   | ●   | ●   | ●   | ●   | ●   | ●   | ●   | ●   | ●   | ●   | ●   | ●   |
| 3  | Budoucnost pro Liberecký kraj                                                               |     |     |     |     |     | ●   |     |     |     |     |     |     |     |
| 4  | Starostové a Sportovci pro Ústecký kraj                                                     |     |     |     |     | ●   |     |     |     |     |     |     |     |     |
| 5  | Sdružení nezávislých kandidátů 1                                                            |     |     |     | ●   |     |     |     |     |     |     |     |     |     |
| 6  | Piráti + Změna + ProRegion → Kraj nové generace                                             |     |     |     |     |     |     |     |     |     |     | ●   |     |     |
| 7  | Koalice Svoboda a přímá demokracie – Tomio Okamura (SPD) a Strana Práv Občanů a SNK         |     |     |     |     |     |     | ●   |     |     |     |     |     |     |
| 8  | Československá strana socialistická                                                         |     |     |     |     |     |     |     |     |     |     | ●   |     |     |
| 9  | Komunistická strana Československa                                                          |     |     |     |     | ●   |     |     | ●   |     |     |     |     | ●   |
| 10 | Koalice Republikánů Miroslava Sládka, Patriotů České republiky, HOZK a Nového směru         |     |     |     |     |     | ●   |     |     |     |     |     |     |     |
| 11 | Občané 2011                                                                                 | ●   |     |     |     |     |     |     |     |     |     |     |     |     |
| 12 | Česká strana sociálně demokratická                                                          | ●   | ●   | ●   | ●   | ●   | ●   | ●   | ●   | ●   | ●   | ●   | ●   | ●   |
| 13 | PRO JIŽNÍ ČECHY – Starostové, HOPB a TOP 09                                                 |     | ●   |     |     |     |     |     |     |     |     |     |     |     |
| 14 | ALTERNATIVA                                                                                 |     |     | ●   |     |     |     |     |     |     |     |     |     |     |
| 15 | ŠANCE SCHOPNÝM JISTOTY VŠEM                                                                 |     |     |     |     |     |     |     |     |     |     |     |     |     |
| 16 | Starostové PRO VYSOČINU                                                                     |     |     |     |     |     |     |     |     | ●   |     |     |     |     |
| 17 | Ilegálním imigrantům NE – peníze raději pro naše děti                                       |     |     |     |     | ●   |     |     |     |     |     |     |     |     |
| 18 | Severočeši.cz                                                                               |     |     |     |     | ●   |     |     |     |     |     |     |     |     |
| 19 | Svoboda a síla                                                                              |     |     |     |     |     |     |     |     |     | ●   |     |     |     |
| 20 | JsmePRO! Kraj 2016                                                                          |     |     |     |     | ●   |     |     |     |     |     |     |     |     |
| 21 | Zelení a Piráti                                                                             |     |     |     |     |     |     |     |     |     | ●   |     |     |     |
| 22 | Pro otevřený kraj - Piráti, Zelení, Změna                                                   |     |     |     |     |     |     |     | ●   |     |     |     |     |     |
| 23 | Starostové pro Jižní Moravu                                                                 |     |     |     |     |     |     |     |     |     | ●   |     |     |     |
| 24 | Křesťanská a demokratická unie – Československá strana lidová                               |     | ●   |     |     |     |     |     |     | ●   | ●   |     | ●   | ●   |
| 25 | NEZÁVISLÍ A MORAVANÉ                                                                        |     |     |     |     |     |     |     |     |     |     | ●   |     |     |
| 26 | Koruna Česká (monarchistická strana Čech, Moravy a Slezska)                                 | ●   |     | ●   |     |     |     |     | ●   | ●   | ●   | ●   | ●   | ●   |
| 27 | VOK – Volba pro Karlovarský kraj                                                            |     |     |     | ●   |     |     |     |     |     |     |     |     |     |
| 28 | Romská demokratická strana                                                                  | ●   |     |     |     |     | ●   |     |     |     |     |     |     | ●   |
| 29 | Starostové pro občany                                                                       |     |     |     |     |     |     |     |     | ●   |     |     |     |     |
| 30 | ANO 2011                                                                                    | ●   | ●   | ●   | ●   | ●   | ●   | ●   | ●   | ●   | ●   | ●   | ●   | ●   |
| 31 | Změna pro lidi                                                                              |     |     |     |     |     |     |     |     |     |     |     |     | ●   |
| 32 | TOP 09                                                                                      | ●   |     | ●   |     | ●   | ●   | ●   | ●   |     |     | ●   | ●   | ●   |
| 33 | Úsvit - Národní Koalice s Blokem proti islamizaci                                           |     |     |     | ●   |     |     |     |     |     |     |     |     |     |
| 34 | STAROSTOVÉ A NEZÁVISLÍ                                                                      | ●   |     |     |     | ●   |     |     | ●   |     |     |     | ●   |     |
| 35 | Politické hnutí PRO 2016                                                                    |     | ●   |     |     |     |     |     |     |     |     |     |     |     |
| 36 | Koalice pro Královéhradecký kraj – KDU-ČSL – Hradecký demokratický klub – Volba pro město   |     |     |     |     |     |     | ●   |     |     |     |     |     |     |
| 37 | Komunistická strana Čech a Moravy                                                           | ●   | ●   | ●   | ●   | ●   | ●   | ●   | ●   | ●   | ●   | ●   | ●   | ●   |
| 38 | JIHOČEŠI 2012                                                                               |     | ●   |     |     |     |     |     |     |     |     |     |     |     |
| 39 | Strana soukromníků České republiky                                                          |     | ●   |     |     |     |     |     |     | ●   |     |     |     |     |
| 40 | Alternativa pro občany                                                                      |     |     |     |     | ●   |     |     |     |     |     |     |     |     |
| 41 | Národní demokracie                                                                          | ●   | ●   | ●   | ●   | ●   | ●   | ●   | ●   | ●   | ●   | ●   | ●   | ●   |
| 42 | Starostové pro Olomoucký kraj                                                               |     |     |     |     |     |     |     |     |     |     | ●   |     |     |
| 43 | Úsvit s Blokem proti islamizaci                                                             | ●   |     | ●   |     | ●   | ●   | ●   | ●   | ●   | ●   | ●   |     | ●   |
| 44 | JIHOČEŠTÍ HASIČI                                                                            |     | ●   |     |     |     |     |     |     |     |     |     |     |     |
| 45 | Moravané                                                                                    |     | ●   |     |     |     |     |     | ●   | ●   | ●   |     | ●   | ●   |
| 46 | Dobrá volba                                                                                 |     |     |     |     |     |     |     |     |     |     |     |     | ●   |
| 47 | STAROSTOVÉ a nezávislí                                                                      |     |     |     |     |     |     |     |     |     |     |     |     | ●   |
| 48 | Svoboda a přímá demokracie – Tomio Okamura (SPD)                                            |     |     |     |     |     |     |     | ●   |     |     |     | ●   |     |
| 49 | NOVÁ GENERACE                                                                               |     | ●   |     |     |     |     |     |     |     |     |     |     |     |
| 50 | STAROSTOVÉ A VÝCHODOČEŠI                                                                    |     |     |     |     |     |     | ●   |     |     |     |     |     |     |
| 51 | Starostové a Patrioti s podporou Svobodných a Soukromníků                                   |     |     | ●   |     |     |     |     |     |     |     |     |     |     |
| 52 | Svobodní a Soukromníci                                                                      | ●   |     |     | ●   | ●   | ●   | ●   | ●   |     | ●   | ●   | ●   | ●   |
| 53 | OBČANÉ PRO OLOMOUCKÝ KRAJ – volba OK                                                        |     |     |     |     |     |     |     |     |     |     | ●   |     |     |
| 54 | Dělnická strana sociální spravedlnosti – NE imigrantům, STOP nepřizpůsobivým a diktátu EU!  |     | ●   |     | ●   |     |     |     | ●   |     |     |     |     |     |
| 55 | Koalice pro Pardubický kraj                                                                 |     |     |     |     |     |     |     | ●   |     |     |     |     |     |
| 56 | Piráti a Strana zelených + Změna pro Královéhradecký kraj                                   |     |     |     |     |     |     | ●   |     |     |     |     |     |     |
| 57 | Strana zelených                                                                             |     | ●   |     | ●   |     |     |     |     |     |     |     |     |     |
| 58 | Dělnická strana sociální spravedlnosti – NE imigrantům, PROTI nepřizpůsobivým, PRO pořádek! |     |     |     |     | ●   |     |     |     |     |     |     |     |     |
| 59 | OSOBNOSTI PARDUBICKÉHO KRAJE                                                                |     |     |     |     |     |     |     | ●   |     |     |     |     |     |
| 60 | NOVÝ SEVER                                                                                  |     |     |     |     | ●   |     |     |     |     |     |     |     |     |
| 61 | Koalice pro Plzeňský kraj – KDU-ČSL, Strana zelených a hnutí Nestraníci                     |     |     | ●   |     |     |     |     |     |     |     |     |     |     |
| 62 | Strana svobodných občanů                                                                    |     | ●   |     |     |     |     |     |     | ●   |     |     |     |     |
| 63 | STAROSTOVÉ A NEZÁVISLÍ (STAN) s podporou KOA, KDU-ČSL a TOP 09                              |     |     |     | ●   |     |     |     |     |     |     |     |     |     |
| 64 | HNUTÍ NEZÁVISLÝCH ZA HARMONICKÝ ROZVOJ OBCÍ A MĚST                                          |     |     |     | ●   |     |     |     |     |     |     |     |     |     |
| 65 | PRO REGION                                                                                  |     |     |     |     |     |     |     |     |     |     |     |     | ●   |
| 66 | ZMĚNA PRO LIBERECKÝ KRAJ                                                                    |     |     |     |     |     | ●   |     |     |     |     |     |     |     |
| 67 | NE ILEGÁLNÍ IMIGRACI – PENÍZE RADĚJI PRO NAŠE LIDI                                          | ●   | ●   | ●   | ●   | ●   | ●   | ●   | ●   | ●   | ●   | ●   | ●   | ●   |
| 68 | NEZÁVISLÍ                                                                                   |     |     |     |     |     |     | ●   |     |     |     |     | ●   | ●   |
| 69 | Konzervativní strana                                                                        |     |     |     |     |     |     |     |     |     | ●   |     |     |     |
| 70 | Koalice Republikánů Miroslava Sládka, Patriotů České republiky a HOZK                       | ●   | ●   | ●   | ●   |     |     | ●   | ●   | ●   | ●   | ●   | ●   | ●   |
| 71 | Strana Práv Občanů                                                                          |     |     |     |     |     |     |     |     |     |     |     | ●   |     |
| 72 | „SPOLU PRO KRAJ KDU-ČSL, SZ A SNK ED“                                                       | ●   |     |     |     |     |     |     |     |     |     |     |     |     |
| 73 | Žijeme Vysočinou – TOP 09 a Zelení                                                          |     |     |     |     |     |     |     |     | ●   |     |     |     |     |
| 74 | Koalice pro Olomoucký kraj společně se starosty                                             |     |     |     |     |     |     |     |     |     |     | ●   |     |     |
| 75 | Dělnická strana sociální spravedlnosti – Imigranty a islám v ČR nechceme!                   | ●   |     | ●   |     |     | ●   | ●   |     | ●   | ●   | ●   | ●   | ●   |
| 76 | Pro otevřený kraj - Piráti, Zelení, Změna                                                   |     |     |     |     |     |     |     |     |     |     |     | ●   |     |
| 77 | Piráti a Strana zelených                                                                    |     |     |     |     | ●   |     |     |     |     |     |     |     |     |
| 78 | Koalice Svoboda a přímá demokracie – Tomio Okamura (SPD) a Strana Práv Občanů               | ●   | ●   | ●   | ●   | ●   | ●   |     |     | ●   | ●   | ●   |     | ●   |
| 79 | ProKraj                                                                                     |     |     |     |     | ●   |     |     |     |     |     |     |     |     |
| 80 | PRO Zdraví a Sport                                                                          |     |     | ●   | ●   |     |     |     |     |     |     |     |     |     |
| 81 | SDRUŽENÍ PRO REPUBLIKU – REPUBLIKÁNSKÁ STRANA ČECH, MORAVY A SLEZSKA                        | ●   | ●   |     |     | ●   |     |     |     |     | ●   | ●   | ●   | ●   |
| 82 | Česká pirátská strana                                                                       | ●   | ●   | ●   | ●   |     | ●   |     |     | ●   |     |     |     | ●   |
| 83 | Starostové pro Liberecký kraj                                                               |     |     |     |     |     | ●   |     |     |     |     |     |     |     |
| 84 | Národní socialisté - LEV21                                                                  |     |     |     |     |     | ●   |     |     |     |     |     |     |     |
| 85 | VÝCHODOČEŠI, NEZÁVISLÍ, PATRIOTI                                                            |     |     |     |     |     |     |     | ●   |     |     |     |     |     |
| 86 | ZMĚNA pro Vysočinu                                                                          |     |     |     |     |     |     |     |     | ●   |     |     |     |     |
| 87 | TOP 09 s podporou starostů a „Žít Brno“                                                     |     |     |     |     |     |     |     |     |     | ●   |     |     |     |
| 88 | Naše Pardubice                                                                              |     |     |     |     |     |     |     | ●   |     |     |     |     |     |
| 89 | Úsvit - Národní Koalice                                                                     |     | ●   |     |     |     |     |     |     |     |     |     | ●   |     |
| #  | Strana/Hnutí/Koalice                                                                        | SčK | JčK | PlK | KvK | ÚsK | LiK | KHK | PaK | VyS | JmK | OlK | ZlK | MSK |

## Problémy

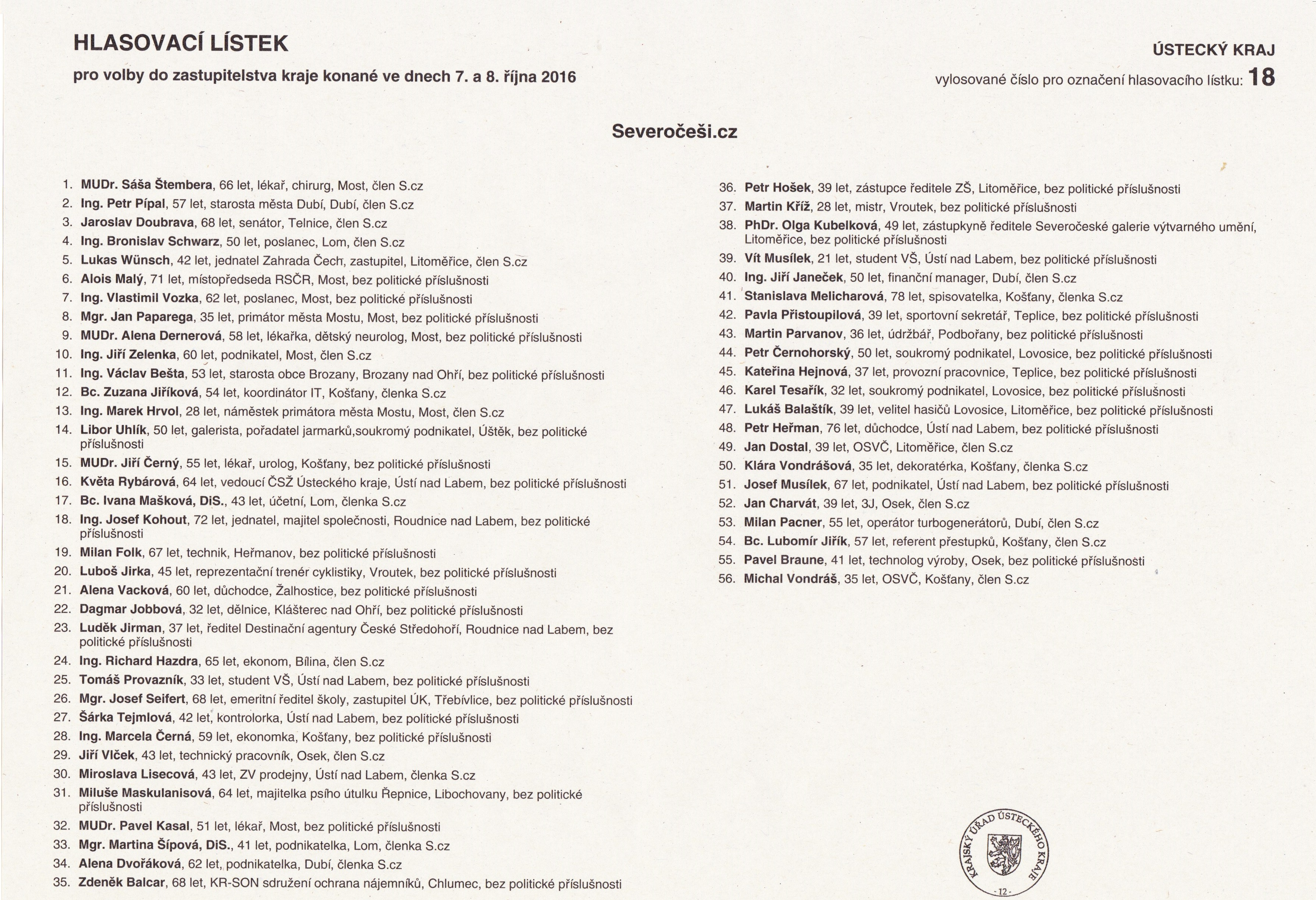
Vyřazený hlasovací lístek č. 18 – Severočeši.cz

- Dne 29. září 2016, týden před konáním voleb, nechala zmocněnkyně hnutí Severočeši.cz a zároveň jeho 1. místopředsedkyně Hana Jeníčková odvolat všech 55 kandidátů v Ústeckém kraji (den před volbami tento krok potvrdil i soud).[10]
- Do některých obcí ve Středočeském kraji byly rozdistribuovány vadné volební lístky, které byly natištěny na šikmo a tedy s chybějícími údaji. Přímo k občanům se jich ale dostalo jen minimum.[11]
- Volební komisař v Brně v základní škole ve Staré ulici si při výkonu své funkce oblékl bílé tričko s rudou hvězdou, srpem a kladivem, což podle tajemníka Městského úřadu Brno-střed lze považovat za porušení zákona. Tento incident prý bude řešen jako přestupek[12]

## Primární volby
Stranické primárky proběhly v těchto stranách: SPR-RSČ Miroslava Sládka, ANO, ČSSD, KDU-ČSL, ODS, Piráti, Svobodní a TOP 09. Formu primárek si určuje každá strana sama a mají proto rozdílný průběh. ODS a KDU-ČSL volí formou delegátského systému, ČSSD a Piráti formou hlasování celé členské základny, u Svobodných mohou hlasovat členové i registrovaní příznivci.

## Debaty v České televizi
Česká televize oznámila 5. září 2016 konání předvolebních debat v jednotlivých krajích. Klíčem k pozvání představitelů hnutí, stran a koalic do debaty byl průzkum veřejného mínění společnosti Median a STEM/MARK konaný od 8. srpna do 3. září 2016, z nichž bylo vybráno vždy osm nejvýše umístěných. Debaty proběhly od 15. září do 4. října.
O několik dní později Česká pirátská strana podala stížnost na Českou televizi u Rady pro rozhlasové a televizní vysílání kvůli výběru zástupců stran do plánované superdebaty, kdy klíčem neměl být průzkum veřejného mínění jako u 13 předešlých debat, ale přítomnost politické strany nebo hnutí v Poslanecké sněmovně Parlamentu ČR. Stejně kriticky se 9. září na Internetu vyjádřil člen Rady České televize Vratislav Dostál. 13. září se ke stížnosti přidala i Strana zelených.
Česká televize nakonec ještě během září klíč pro výběr účastníků Superdebaty změnila tak, že se jí účastnili zástupci těch stran a hnutí, které se objevily v nejméně dvou předešlých krajských debatách, což zvýhodnilo Piráty a Zelené na úkor Úsvitu. Nicméně koalice Svobodných a Soukromníků, která se účastnila dvou krajských debat, do Superdebaty nebyla pozvána, neboť pravidla České televize pro účast na Superdebatě stanovila koalicím hranici nejméně tří účastí v jednotlivých krajských debatách.
| Den      | Čas   | Kraj            | #1        | #2        | #3                | #4               | #5                   | #6                   | #7                          | #8                          |
| -------- | ----- | --------------- | --------- | --------- | ----------------- | ---------------- | -------------------- | -------------------- | --------------------------- | --------------------------- |
| 15. září | 20:00 | Karlovarský     | ANO       | ČSSD      | KSČM              | STAN             | ODS                  | Piráti               | SZ                          | SPD+SPO                     |
| 16. září | 20:00 | Liberecký       | SLK       | ANO       | ČSSD              | KSČM             | ODS                  | TOP 09               | BLK                         | Úsvit; Změna                |
| 19. září | 20:00 | Vysočina        | ČSSD      | ANO       | KSČM              | KDU-ČSL          | TOP 09 + SZ          | ODS                  | SPD+SPO; STAN+SNK ED; Změna | SPD+SPO; STAN+SNK ED; Změna |
| 20. září | 20:00 | Pardubický      | ANO       | ČSSD      | KDU-ČSL+SNK ED+NK | KSČM             | ODS                  | STAN                 | TOP 09                      | Piráti+SZ+Změna             |
| 21. září | 20:00 | Královéhradecký | ANO       | ČSSD      | KSČM              | TOP 09           | KDU-ČSL+HDK+VPN; ODS | KDU-ČSL+HDK+VPN; ODS | STAN+VČ                     | Piráti+SZ                   |
| 22. září | 20:00 | Plzeňský        | ANO       | ČSSD      | KSČM              | KDU-ČSL+SZ+NK    | TOP 09               | ODS                  | STANPatrSvobSs              | Piráti                      |
| 23. září | 20:00 | Zlínský         | ANO       | KDU-ČSL   | ČSSD              | STAN             | KSČM                 | ODS                  | TOP 09                      | Svobodní+SsČR               |
| 26. září | 20:00 | Olomoucký       | ANO       | ČSSD      | KSČM              | KDU-ČSL+SZ       | ODS                  | STAN+ProOl           | TOP 09                      | SPD+SPO                     |
| 27. září | 20:00 | Jihočeský       | ČSSD      | ANO       | KSČM              | STAN+HOPB+TOP 09 | ODS                  | KDU-ČSL              | JIH 12                      | SZ                          |
| 29. září | 20:00 | Ústecký         | ANO       | KSČM      | ČSSD              | S.cz             | ODS                  | TOP 09               | STAN                        | Piráti+SZ                   |
| 30. září | 20:00 | Jihomoravský    | ANO; ČSSD | ANO; ČSSD | KDU-ČSL           | KSČM             | TOP09+ŽTB            | Piráti+SZ            | ODS                         | STAN+SOM                    |
| 3. října | 20:00 | Moravskoslezský | ANO       | ČSSD      | KSČM              | KDU-ČSL          | ODS                  | STAN; TOP 09         | STAN; TOP 09                | Piráti                      |
| 4. října | 20:00 | Středočeský     | ANO       | ČSSD      | STAN              | ODS              | TOP 09               | KSČM                 | KDU-ČSL+SZ+SNK ED           | Piráti; Svobodní+SsČR       |

## Studentské volby
Organizace Člověk v tísni ve dnech 20. a 21. září opět zorganizovala studentské volby, kterých se zúčastnilo celkem 254 českých středních škol. Absolutním vítězem se stala Česká pirátská strana, která zvítězila v osmi krajích, ve třech krajích vyhrálo ANO 2011, v Karlovarském kraji uspělo hnutí PRO Zdraví a Sport a ve Zlínském kraji zvítězila samostatná kandidátka hnutí Svoboda a přímá demokracie. Studentské volby se oproti regulérním konaly též v Praze, kde nejvíce hlasů obdržela TOP 09.
| Kraj            | #1                 | #1      | #2              | #2      | #3                    | #3      | #4                                        | #4      | #5                              | #5     | Ostatní |
| Kraj            | subjekt            | zisk    | subjekt         | zisk    | subjekt               | zisk    | subjekt                                   | zisk    | subjekt                         | zisk   | Ostatní |
| --------------- | ------------------ | ------- | --------------- | ------- | --------------------- | ------- | ----------------------------------------- | ------- | ------------------------------- | ------ | ------- |
| Středočeský     | Piráti             | 19,80 % | TOP 09          | 17,96 % | ANO                   | 11,76 % | SPD+SPO                                   | 6,97 %  | ODS                             | 6,89 % | 36,62 % |
| Jihočeský       | Piráti             | 13,96 % | PRO JIŽNÍ ČECHY | 12,31 % | ANO                   | 9,23 %  | NOVÁ GENERACE                             | 7,07 %  | NE ILEGÁLNÍ IMIGRACI…           | 6,78 % | 50,65 % |
| Plzeňský        | Piráti             | 15,39 % | TOP 09          | 14,25 % | NE ILEGÁLNÍ IMIRACI…  | 10,55 % | ANO                                       | 8,71 %  | PRO Zdraví a Sport              | 7,30 % | 43,8 %  |
| Karlovarský     | PRO Zdraví a Sport | 18,05 % | Piráti          | 12,33 % | ANO                   | 9,92 %  | NE ILEGÁLNÍ IMIGRACI…                     | 9,65 %  | SPD+SPO                         | 7,60 % | 42,45 % |
| Ústecký         | Piráti+SZ          | 14,61 % | ANO             | 11,83 % | TOP 09                | 11,06 % | SPD+SPO                                   | 7,57 %  | NE ILEGÁLNÍ IMIGRACI…           | 7,45 % | 47,48 % |
| Liberecký       | Piráti             | 14,93 % | SLK             | 14,82 % | TOP 09                | 11,51 % | ANO                                       | 10,23 % | Budoucnost pro Liberecký kraj   | 7,78 % | 40,73 % |
| Královéhradecký | Piráti+SZ+Změna    | 15,72 % | TOP 09          | 15,40 % | ANO                   | 15,19 % | SPD+SPO                                   | 8,50 %  | DSSS                            | 6,68 % | 38,51 % |
| Pardubický      | ANO                | 13,56 % | SPD             | 13,30 % | TOP 09                | 12,27 % | Pro otevřený kraj – Piráti, Zelení, Změna | 9,55 %  | NE ILEGÁLNÍ IMIGRACI…           | 7,17 % | 44,15 % |
| Vysočina        | Piráti             | 15,15 % | ANO             | 13,57 % | NE ILEGÁLNÍ IMIGRACI… | 9,86 %  | SPD+SPO                                   | 9,00 %  | Úsvit s Blokem proti islamizaci | 7,57 % | 44,85 % |
| Jihomoravský    | SZ+Piráti          | 14,77 % | TOP 09+ŽTB      | 10,52 % | ANO                   | 9,79 %  | NE ILEGÁLNÍ IMIGRACI…                     | 8,82 %  | SPD+SPO                         | 7,62 % | 48,48 % |
| Olomoucký       | ANO                | 12,53 % | SPD+SPO         | 12,30 % | Piráti+Změna          | 10,92 % | DSSS                                      | 9,95 %  | NE ILEGÁLNÍ IMIGRACI…           | 9,86 % | 44,44 % |
| Zlínský         | SPD                | 17,82 % | ANO             | 12,95 % | TOP 09                | 9,06 %  | NE ILEGÁLNÍ IMIGRACI…                     | 8,91 %  | KDU-ČSL                         | 8,35 % | 42,91 % |
| Moravskoslezský | ANO                | 13,27 % | Piráti          | 12,66 % | TOP 09                | 9,76 %  | SPD+SPO                                   | 8,83 %  | Úsvit s Blokem proti islamizaci | 7,60 % | 47,88 % |
| Praha           | TOP 09             | 23,72 % | Piráti          | 21,44 % | ANO                   | 8,03 %  | NE ILEGÁLNÍ IMIGRACI…                     | 6,40%   | ODS                             | 5,90 % | 34,51 % |

## Středočeský kraj

### Kandidátky
Bylo podáno celkem 20 kandidátních listin.
| #  | Strana/hnutí/koalice                                                          | #1                          | #1              | #2                | #2              | #3                 | #3              |
| #  | Strana/hnutí/koalice                                                          | Jméno                       | PP              | Jméno             | PP              | Jméno              | PP              |
| -- | ----------------------------------------------------------------------------- | --------------------------- | --------------- | ----------------- | --------------- | ------------------ | --------------- |
| 1  | Volte Pravý Blok www.cibulka.net                                              | Stanislav Vilím             | BEZPP           | žádní kandidáti   | žádní kandidáti | žádní kandidáti    | žádní kandidáti |
| 2  | Občanská demokratická strana                                                  | Martin Kupka                | ODS             | Jana Poláková     | ODS             | Jan Skopeček       | ODS             |
| 11 | Občané 2011                                                                   | Pavel Červenka              | BEZPP           | Vladimír Stehlík  | BEZPP           | Miloslav Hudec     | OBČANÉ 2011     |
| 12 | Česká strana sociálně demokratická                                            | Miloš Petera                | ČSSD            | Aneta Heřmanová   | ČSSD            | Milan Němec        | ČSSD            |
| 26 | Koruna Česká (monarchistická strana Čech, Moravy a Slezska)                   | Svatopluk Novotný           | KČ              | Tomáš Szennai     | BEZPP           | Petr Nohel         | KČ              |
| 28 | Romská demokratická strana                                                    | Ernest Dančo                | RDS             | Pavol Čureja      | RDS             | Marek Hlaváč       | RDS             |
| 30 | ANO 2011                                                                      | Jaroslava Pokorná Jermanová | ANO 2011        | František Petrtýl | ANO 2011        | Gabriel Kovács     | ANO 2011        |
| 32 | TOP 09                                                                        | Petr Tiso                   | TOP 09          | Jan Jakob         | TOP 09          | Daniel Marek       | TOP 09          |
| 34 | STAROSTOVÉ A NEZÁVISLÍ                                                        | Vít Rakušan                 | STAN            | Dana Drábová      | BEZPP           | Věslav Michalik    | STAN            |
| 37 | Komunistická strana Čech a Moravy                                             | Zdeněk Štefek               | KSČM            | Ivan Cinka        | KSČM            | Josef Dovolil      | KSČM            |
| 41 | Národní demokracie                                                            | Alena Drvotová              | ND              | Lucie Hašková     | BEZPP           | Ivo Gec            | ND              |
| 43 | Úsvit s Blokem proti islamizaci                                               | Stanislav Hanovský          | Úsvit           | Libor Skružný     | Úsvit           | Milan Kotouč       | Úsvit           |
| 52 | Svobodní a Soukromníci                                                        | Luboš Zálom                 | Svobodní        | Jan Staněk        | SsČR            | Marcela Chrpová    | SsČR            |
| 67 | NE ILEGÁLNÍ IMIGRACI – PENÍZE RADĚJI PRO NAŠE LIDI                            | Jitka Lenková               | BEZPP           | Jiří Somberg      | BEZPP           | Karel Janko        | ČSNS2005        |
| 70 | Koalice Republikánů Miroslava Sládka, Patriotů České republiky a HOZK         | Dušan Kučera                | SPRRSČ M.Sládka | Jarmila Loužilová | SPRRSČ M.Sládka | Václav Šmíd        | Patrioti ČR     |
| 72 | "SPOLU PRO KRAJ KDU-ČSL, SZ A SNK ED"                                         | Josef Vacek                 | KDU-ČSL         | Radek Klempera    | SZ              | Stanislav Boloňský | SNK ED          |
| 75 | Dělnická strana sociální spravedlnosti – Imigranty a islám v ČR nechceme!     | Svatopluk Černý             | DSSS            | Alena Poláčková   | DSSS            | Jan Hřivna         | DSSS            |
| 78 | Koalice Svoboda a přímá demokracie – Tomio Okamura (SPD) a Strana Práv Občanů | Radek Rozvoral              | SPD             | Stanislava Tůmová | SPO             | Oldřich Černý      | SPD             |
| 81 | SDRUŽENÍ PRO REPUBLIKU – REPUBLIKÁNSKÁ STRANA ČECH, MORAVY A SLEZSKA          | Jindřich Žák                | BEZPP           | Blanka Žáková     | BEZPP           | Jaroslav Porubský  | BEZPP           |
| 82 | Česká pirátská strana                                                         | František Kopřiva           | Piráti          | Lenka Kozlová     | Piráti          | Denys Luksík       | BEZPP           |

### Předvolební průzkumy
| Výzkum                                                | Počet respondentů | ČSSD   | ANO    | KSČM   | ODS    | KDU-ČSL a SNK ED | Svob. + Soukr. | TOP 09 | Piráti | SPD   | Úsvit - NK | STAN   | SZ    | Ostatní |
| ----------------------------------------------------- | ----------------- | ------ | ------ | ------ | ------ | ---------------- | -------------- | ------ | ------ | ----- | ---------- | ------ | ----- | ------- |
| SANEP, 15.-31. července 2015                          | 1153              | 19,1 % | 15,9 % | 16,1 % | 7,1 %  | 3,5 %            | 3,7 %          | 9,9 %  | 4,6 %  | 1,9 % | 0,1 %      | 2,6 %  | 2,8 % | 12,7 %  |
| SANEP, 27. října – 10. listopadu 2015                 | 1191              | 18,9 % | 18,2 % | 15,8 % | 8,2 %  | 4,2 %            | 3,9 %          | 8,9 %  | 4,8 %  | 1,7 % | 1,8 %      | 2,5 %  | 2,9 % | 8,2 %   |
| SANEP, 6.-16. ledna 2016                              | 1093              | 18,6 % | 16,4 % | 15,9 % | 8,7 %  | 4,9 %            | 4,5 %          | 7,1 %  | 4,7 %  | 1,9 % | 2,0 %      | 2,3 %  | 2,6 % | 8,7 %   |
| SANEP, 8.-18. března 2016                             | 983               | 18,7 % | 18,1 % | 15,9 % | 10,4 % | 7,7 %            | 5,0 %          | 5,2 %  | 5,3 %  | 2,1 % | 2,3 %      | 2,2 %  | -     | 8,8 %   |
| SANEP, 18.-28. května 2016                            | 994               | 18,6 % | 16,1 % | 15,4 % | 10,8 % | 7,5 %            | 5,9 %          | 5,8 %  | 5,4 %  | 3,9 % | -          | -      | -     | 10,6 %  |
| Median a STEM/MARK, volební potenciál, 8.8.-3.9. 2016 | 1292              | 23,0 % | 32,5 % | 16,5%  | 19,0 % | 12,5 %           | 6,0 %          | 18,0 % | 6,0 %  | 5,0 % | 5,5 %      | 22,0 % | X     |         |

### Výsledky

Krajské volby 2016, mandáty, Středočeský kraj

Krajské volby 2016, mandáty, Jihočeský kraj

Krajské volby 2016, mandáty, Liberecký kraj

Krajské volby 2016, mandáty, Královéhradecký kraj

Krajské volby 2016, mandáty, Pardubický kraj

Krajské volby 2016, mandáty, Jihomoravský kraj

Krajské volby 2016, mandáty, Olomoucký kraj

Krajské volby 2016, mandáty, Zlínský kraj

Krajské volby 2016, mandáty, Moravskoslezský kraj

| Strana/Hnutí/Koalice               | Hlasy  | Hlasy | Mandátů | Změna mandátů |
| Strana/Hnutí/Koalice               | abs.   | %     | Mandátů | Změna mandátů |
| ---------------------------------- | ------ | ----- | ------- | ------------- |
| ANO 2011                           | 72 795 | 20,76 | 16      | +16 ▲         |
| STAROSTOVÉ A NEZÁVISLÍ             | 64 621 | 18,43 | 15      | +15 ▲         |
| Česká strana sociálně demokratická | 48 226 | 13,75 | 11      | -9 ▼          |
| Občanská demokratická strana       | 45 759 | 13,05 | 10      | -6 ▼          |
| Komunistická strana Čech a Moravy  | 35 534 | 10,13 | 8       | -11 ▼         |
| TOP 09                             | 22 928 | 6,54  | 5       | +5 ▲          |
| ostatní                            | 60 676 | 17,34 | –       | –             |

## Jihočeský kraj

### Kandidátky
Bylo podáno celkem 23 kandidátních listin.
| #  | Strana/hnutí/koalice                                                                       | #1                     | #1               | #2                      | #2        | #3                 | #3             |
| #  | Strana/hnutí/koalice                                                                       | Jméno                  | PP               | Jméno                   | PP        | Jméno              | PP             |
| -- | ------------------------------------------------------------------------------------------ | ---------------------- | ---------------- | ----------------------- | --------- | ------------------ | -------------- |
| 1  | Volte Pravý Blok www.cibulka.net                                                           | Libuše Skleničková     | BEZPP            | Mirko Popelka           | BEZPP     | žádný kandidát     | žádný kandidát |
| 2  | Občanská demokratická strana                                                               | Jan Zahradník          | ODS              | Pavel Eybert            | ODS       | Jan Váňa           | ODS            |
| 12 | Česká strana sociálně demokratická                                                         | Jiří Zimola            | ČSSD             | Ivana Stráská           | ČSSD      | Jaromír Novák      | ČSSD           |
| 13 | PRO JIŽNÍ ČECHY – Starostové, HOPB a TOP 09                                                | Jiří Švec              | STAN             | Josef Knot              | TOP 09    | Ivo Moravec        | HOPB           |
| 24 | Křesťanská a demokratická unie - Československá strana lidová                              | Pavel Talíř            | KDU-ČSL          | Terezie Jenisová        | KDU-ČSL   | Zdeněk Dvořák      | BEZPP          |
| 30 | ANO 2011                                                                                   | Radka Maxová           | ANO 2011         | Lucie Kozlová           | ANO 2011  | Jan Kubík          | ANO 2011       |
| 35 | Politické hnutí PRO 2016                                                                   | Radka Paulová          | PRO2016          | Vojtěch Němec           | PRO2016   | Marek Anděl        | BEZPP          |
| 37 | Komunistická strana Čech a Moravy                                                          | Petr Braný             | KSČM             | Tomeš Vytiska           | KSČM      | Hana Tůmová        | KSČM           |
| 38 | JIHOČEŠI 2012                                                                              | Pavel Hroch            | JIH 12           | Martin Maršík           | BEZPP     | Eva Vanžurová      | JIH 12         |
| 39 | Strana soukromníků České republiky                                                         | Jaromír Procházka      | SsČR             | Jarmila Mandžukova      | BEZPP     | Jiří Zíka          | SsČR           |
| 41 | Národní demokracie                                                                         | Ivan Cícha             | ND               | Václav Krch             | ND        | Antonín Haumer     | ND             |
| 44 | JIHOČEŠTÍ HASIČI                                                                           | Miroslav Ušatý         | JHas             | Miroslav Dlouhý         | JHas      | Milan Kodádek      | JHas           |
| 45 | Moravané                                                                                   | Bohumil Šuhaj          | Moravané         | Jiří Albrecht           | Moravané  | Petra Mašátová     | BEZPP          |
| 49 | NOVÁ GENERACE                                                                              | Vladislav Nadberežný   | NG               | Tomáš Pintér            | NG        | Filip Šmaus        | NG             |
| 54 | Dělnická strana sociální spravedlnosti – NE imigrantům, STOP nepřizpůsobivým a diktátu EU! | kandidát odvolán       | kandidát odvolán | Olga Juklíková Hrušková | BEZPP     | Roman Straka       | DSSS           |
| 57 | Strana zelených                                                                            | Svatomír Mlčoch        | BEZPP            | Michaela Petrová        | SZ        | Filip Holzer       | SZ             |
| 62 | Strana svobodných občanů                                                                   | Irena Steinhauserová   | Svobodní         | Václav Kupilík          | Svobodní  | Milan Černoch      | Svobodní       |
| 67 | NE ILEGÁLNÍ IMIGRACI – PENÍZE RADĚJI PRO NAŠE LIDI                                         | Jindřich Kočí          | BEZPP            | Radek Žalud             | BEZPP     | Marek Špát         | BEZPP          |
| 70 | Koalice Republikánů Miroslava Sládka, Patriotů České republiky a HOZK                      | Zdeněk Blažek          | BEZPP            | Bohumil Vlček           | BEZPP     | Magdalena Turinská | BEZPP          |

Krajské volby 2016, mandáty, Plzeňský kraj

Krajské volby 2016, mandáty, Karlovarský kraj

| 78 | Koalice Svoboda a přímá demokracie - Tomio Okamura (SPD) a Strana Práv Občanů              | Robert Flachs          | SPD              | Petr Martan             | SPO       | Radka Dvořáková    | SPD            |
| 81 | SDRUŽENÍ PRO REPUBLIKU – REPUBLIKÁNSKÁ STRANA ČECH, MORAVY A SLEZSKA                       | Vladimír Štěpán Kremsa | BEZPP            | Vlastimil Vach          | SPR-RSČMS | Jaroslav Pavlištík | SPR-RSČMS      |
| 82 | Česká pirátská strana                                                                      | Michal Horák           | Piráti           | Lukáš Kolářík           | Piráti    | Jan Novák          | Piráti         |
| 89 | Úsvit - Národní Koalice                                                                    | Luboš Albert           | Úsvit            | Eva Jarešová            | Úsvit     | Petr Staněk        | Úsvit          |

### Předvolební průzkumy
| Výzkum                                                | Počet respondentů | ČSSD   | ANO    | KSČM   | JIH12  | ODS    | KDU-ČSL | Svobodní | TOP 09 | Piráti | SPD   | STAN  | Úsvit - NK | Ostatní |
| ----------------------------------------------------- | ----------------- | ------ | ------ | ------ | ------ | ------ | ------- | -------- | ------ | ------ | ----- | ----- | ---------- | ------- |
| SANEP, 15.-31. července 2015                          | 565               | 21,7 % | 16,7 % | 16,6 % | 12,2 % | 6,1 %  | 6,9 %   | 3,2 %    | 5,7 %  | 3,8 %  | 0,8 % | -     | 0,2 %      | 6,1 %   |
| SANEP, 27. října – 10. listopadu 2015                 | 563               | 21,4 % | 17,4 % | 16,8 % | 12,6 % | 6,3 %  | 6,9 %   | 3,6 %    | 5,1 %  | 3,8 %  | 0,9 % | 1,7 % | 1,2 %      | 2,3 %   |
| SANEP, 6.-16. ledna 2016                              | 572               | 20,9 % | 17,8 % | 16,7 % | 12,8 % | 6,6 %  | 7,1 %   | 3,8 %    | 4,5 %  | 3,9 %  | 0,8 % | 1,5 % | 1,3 %      | 2,3 %   |
| SANEP, 8.-18. března 2016                             | 594               | 20,2 % | 17,1 % | 16,3 % | 12,3 % | 8,7 %  | 6,9 %   | 3,9 %    | 4,7 %  | 4,1 %  | 0,9 % | 1,4 % | 1,2 %      | 2,3 %   |
| SANEP, 18.-28. května 2016                            | 586               | 19,3 % | 17,7 % | 15,4 % | 11,7 % | 9,1 %  | 6,5 %   | 4,3 %    | 3,9 %  | 3,9 %  | 3,6 % | -     | -          | 4,6 %   |
| Median a STEM/MARK, volební potenciál, 8.8.-3.9. 2016 | 1218              | 30,0 % | 29,0 % | 20,0%  | 11,0 % | 18,0 % | 12,0 %  | 3,5 %    | 18,5 % | 7,0 %  | 5,0 % | x     | 4,0 %      |         |

### Výsledky
| Strana/Hnutí/Koalice                 | Hlasy  | Hlasy | Mandátů | Změna mandátů |
| Strana/Hnutí/Koalice                 | abs.   | %     | Mandátů | Změna mandátů |
| ------------------------------------ | ------ | ----- | ------- | ------------- |
| Česká strana sociálně demokratická   | 41 299 | 22,55 | 15      | -3 ▼          |
| ANO 2011                             | 32 348 | 17,67 | 12      | +12 ▲         |
| Občanská demokratická strana         | 23 210 | 12,67 | 8       | 0 ▬           |
| Komunistická strana Čech a Moravy    | 18 317 | 10,00 | 7       | -6 ▼          |
| PRO J.ČECHY-STAN, HOPB, TOP 09       | 14 658 | 8,00  | 5       | +5 ▲          |
| Křesťanská a demokratická unie – ČSL | 12 147 | 6,63  | 4       | 0 ▬           |
| JIHOČEŠI 2012                        | 10 629 | 5,80  | 4       | -5 ▼          |
| ostatní                              | 30 456 | 16,68 | –       | –             |

## Plzeňský kraj

### Kandidátky

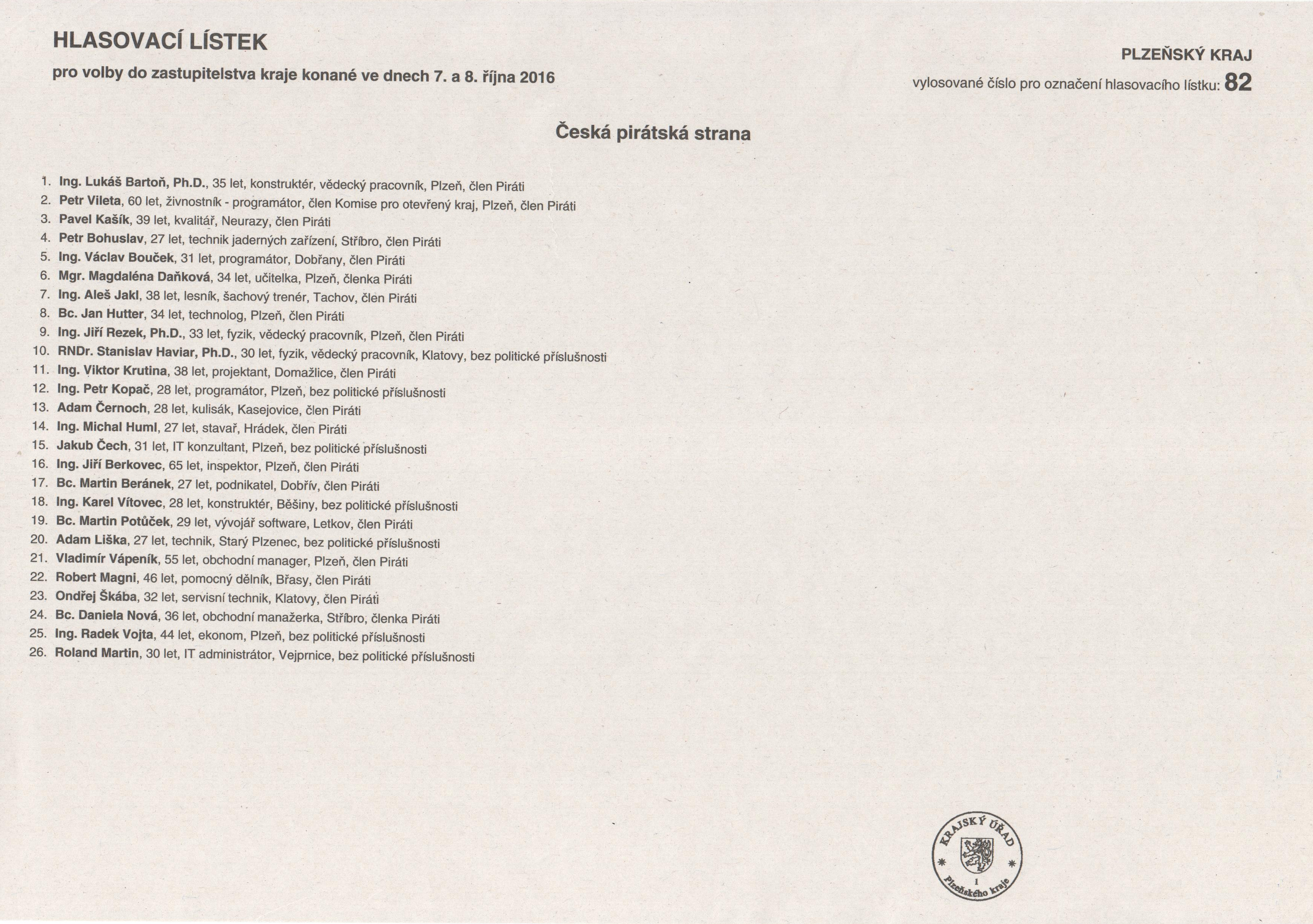
Hlasovací lístek pro krajské volby 7. a 8. října 2016 v ČR, Česká pirátská strana v Plzeňském kraji.

Bylo podáno celkem 17 kandidátních listin.
- Lídrem Pirátů je konstruktér a vědecký pracovník Lukáš Bartoň, dále kandidují drobný živnostník Petr Vileta nebo učitelka Magdalena Daňková.[23]
- Lídrem ODS je bývalý primátor Plzně Martin Baxa, dále se představí starosta Klatov Rudolf Salvetr, Radka Trylčová či poslanec Vladislav Vilímec, strana již v dubnu představila kompletní kandidátku.[24]
- Lídrem kandidátky SPR-RSČ Miroslava Sládka je JUDr. Norbert Naxera Bc.; Republikáni v Plzeňském kraji kandidují v koalici s Patrioty České republiky a HOZK.
- ČSSD povede bývalý ředitel Škoda Transportation Josef Bernard, dalšími kandidáty jsou náměstkové hejtmana Ivo Grüner a Jiří Struček či radní Milena Stárková.[25]
- TOP 09 povede lékař Richard Pikner, dvojkou je pedagožka Ilona Jehličková, trojkou podnikatel Petr Suchý.[26]
- Koalice pro Plzeňský kraj - KDU-ČSL, Strana zelených a hnutí Nestraníci zvolila do čela kandidátky pedagožku Ivanu Bartošovou, dalšími kandidáty jsou starostka Kladrub Svatava Štěrbová či místostarosta Rokycan Tomáš Rada.[27]
- Koalici Svoboda a přímá demokracie – Tomio Okamura (SPD) a Strana Práv Občanů povede Jana Levová, dvojkou je sportovec Jan Kůrka.[28]
- Lídrem koalice Starostové a Patrioti s podporou Svobodných a Soukromníků je Pavel Čížek.[29]
- Lídrem za ANO je manažer Miloslav Zeman.[30]
- Lídrem za KSČM poslanec Karel Šidlo.
- koalice NE ILEGÁLNÍ IMIGRACI - PENÍZE RADĚJI PRO NAŠE LIDI, čtyřkoalice stran: Strana zdravého rozumu, Česká strana národně sociální, Česká strana národně socialistická, Demokratická strana zelených. Lídrem čtyřkoalice je Zdeněk Peksa, živnostník, dvojkou Ing. Petr Kocman, elektroinženýr, trojkou Jiří Anderle, předseda Demokratické strany zelených, elektromechanik a energetik, zastupitel městysu Klenčí, plná kandidátní listina obsahuje 50 kandidátů.
- Kandidátku dále podaly tyto subjekty: DSSS, Koruna česká, Národní demokracie, PRO Zdraví a Sport, Úsvit s Blokem proti islamizaci, Volte pravý Blok.

### Předvolební průzkumy
| Výzkum                                                | Počet respondentů | ANO    | ČSSD   | KSČM   | ODS    | TOP 09 | KpPlK  | Svobodní | Piráti | SPD   | STAN   | Úsvit | SNK-MS | KDU-ČSL | Ostatní |
| ----------------------------------------------------- | ----------------- | ------ | ------ | ------ | ------ | ------ | ------ | -------- | ------ | ----- | ------ | ----- | ------ | ------- | ------- |
| SANEP, 15.-31. července 2015                          | 537               | 19,1 % | 17,5 % | 15,4 % | 9,9 %  | 6,5 %  | 5,9 %  | 4,2 %    | 3,6 %  | 1,4 % | -      | 0,2 % | 4,5 %  | 2,7 %   | 9,1 %   |
| SANEP, 27. října – 10. listopadu 2015                 | 541               | 19,3 % | 17,1 % | 16,7 % | 9,1 %  | 7,1 %  | 6,2 %  | 4,5 %    | 3,7 %  | 1,1 % | 1,9 %  | 0,8 % | 4,5 %  | –       | 8,0 %   |
| SANEP, 6.-16. ledna 2016                              | 546               | 19,1 % | 17,4 % | 16,8 % | 9,3 %  | 6,9 %  | 6,8 %  | 4,9 %    | 3,9 %  | 1,0 % | 1,8 %  | 0,9 % | 4,3 %  | -       | 6,9 %   |
| SANEP, 8.-18. března 2016                             | 461               | 18,3 % | 17,9 % | 16,1 % | 9,5 %  | 8,1 %  | 7,8 %  | 5,8 %    | 4,8 %  | 1,4 % | 2,1 %  | 0,3 % | -      | -       | 7,9 %   |
| SANEP, 18.-28. května 2016                            | 461               | 17,2 % | 16,3 % | 15,9 % | 9,6 %  | 8,7 %  | 7,1 %  | 5,9 %    | 5,0 %  | 3,6 % | -      | -     | -      | -       | 10,7 %  |
| Median a STEM/MARK, volební potenciál, 8.8.-3.9. 2016 | 1218              | 35,0 % | 27,5 % | 20,5%  | 16,0 % | 17,0 % | 19,5 % | x        | 9,0 %  | 6,5 % | 11,5 % | 4,5 % | –      | x       |         |

### Výsledky
| Strana/Hnutí/Koalice                                                          | Hlasy  | Hlasy | Mandátů | Změna mandátů |
| Strana/Hnutí/Koalice                                                          | abs.   | %     | Mandátů | Změna mandátů |
| ----------------------------------------------------------------------------- | ------ | ----- | ------- | ------------- |
| ANO 2011                                                                      | 34 506 | 21,52 | 11      | +11 ▲         |
| Česká strana sociálně demokratická                                            | 27 829 | 17,35 | 9       | -6 ▼          |
| Občanská demokratická strana                                                  | 23 461 | 14,63 | 8       | -7 ▼          |
| Komunistická strana Čech a Moravy                                             | 18 567 | 11,58 | 6       | -6▼           |
| Starostové a Patrioti s podporou Svobodných a Soukromníků                     | 13 066 | 8,15  | 4       | +4 ▲          |
| TOP 09                                                                        | 11 369 | 7,09  | 3       | +3 ▲          |
| Koalice Svoboda a přímá demokracie - Tomio Okamura (SPD) a Strana Práv Občanů | 8 559  | 5,33  | 2       | +2 ▲          |
| Koalice pro Plzeňský kraj – KDU-ČSL, Strana zelených a hnutí Nestraníci       | 8 196  | 5,11  | 2       | +2 ▲          |
| ostatní                                                                       | 14 764 | 9,24  | –       | –             |

## Karlovarský kraj

### Kandidátky
Bylo podáno celkem 20 kandidátních listin.
- Piráty v Karlovarském kraji povede stavební inženýr Josef Janů, dvojkou na kandidátce je starosta Mariánských Lázní Petr Třešňák. Následují Jakub Kotal, Jindřich Čermák a Barbora Hradečná. Na kandidátce Pirátů se objevují také členové Hnutí O co jim jde?!.[31]
- Lídrem SPR-RSČ Miroslava Sládka je František Pulec. Republikáni v tomto kraji kandidují v koalici s Patrioty České republiky a HOZK.
- Lídrem za Úsvit národní koalice společně s Blokem proti islamizaci je Ing. Daniel Januj, dvojkou na kandidátce je středoškolský učitel Ing. Tibor Burian.
- Hnutí ANO povede pedagožka Jana Vildumetzová, dvojkou je ředitel Městské policie Sokolov Petr Kubis.
- Lídrem koalice STAN + TOP 09 + KDU-ČSL + KOA je primátor krajského města Petr Kulhánek (KOA), dalšími kandidáty jsou: Jitka Pokorná (STAN), starostka Bečova nad Teplou Olga Haláková (KDU-ČSL) či místostarosta Lokte Petr Zahradníček (TOP 09). Koalice zatím představila prvních 15 kandidátů.[32]
- ČSSD povede současný hejtman Martin Havel, dále kandidují jeho náměstci Jakub Pánik a Miloslav Čermák.[33]
- Lídrem Koalice svoboda a přímá demokracie – Tomio Okamura (SPD) a Strana práv občanů je bývalý radní Jaroslav Bradáč, dalšími kandidáty jsou Karla Maříková, Michal Šťovíček, Iveta Drobná, Pavel Domalip či Tomáš Šmat.[34]
- Lídrem KSČM je Eva Valjentová, na dalších místech starostka Dolního Žandova Eliška Stránská a poslanec Jaroslav Borka.[35]
- Lídrem ODS je bývalý starosta Sokolova Karel Jakobec, dalšími kandidáty jsou manažer Jan Bureš či architekti Tomáš Linda a Petr Bursík.[36]
- Svobodní v Karlovarském kraji kandidují spolu se Soukromníky. Lídrem za Svobodné je Jiří Pánek ze Sokolova a za Soukromníky Petr Jurča z Chodova.[37]
- koalice NE ILEGÁLNÍ IMIGRACI - PENÍZE RADĚJI PRO NAŠE LIDI, čtyřkoalice stran: Strana zdravého rozumu, Česká strana národně sociální, Česká strana národně socialistická, Demokratická strana zelených. Lídrem čtyřkoalice je Mgr. Luděk Petráň, učitel ZŠ, dvojkou je Marcela Kopetová, živnostník, trojkou Bc. Jiří Varga, projektant elektro.
- Kandidátku dále podaly tyto subjekty: Alternativa, DSSS, HNHRM, Národní demokracie, Pravý blok, PRO Zdraví a Sport, Sdružení nezávislých kandidátů 1, Strana zelených, VOK (Volba pro Karlovarský kraj).

### Předvolební průzkumy
| Výzkum                                                | Počet respondentů | ANO    | KSČM   | ČSSD   | HNHRM | A      | KpKvK | ODS    | Svobodní + Soukromníci | SPD   | Piráti | VOK   | DSSS  | Úsvit - NK | STAN + TOP 09 + KDU-ČSL | Ostatní |
| ----------------------------------------------------- | ----------------- | ------ | ------ | ------ | ----- | ------ | ----- | ------ | ---------------------- | ----- | ------ | ----- | ----- | ---------- | ----------------------- | ------- |
| SANEP, 15.-31. července 2015                          | 429               | 18,4 % | 17,1 % | 15,3 % | -     | 10,2 % | 5,9 % | 5,1 %  | 2,1 %                  | 3,9 % | 3,8 %  | -     | 3,5 % | 0,1 %      | – + 5,2 % + 1,8 %       | 7,6 %   |
| SANEP, 27. října – 10. listopadu 2015                 | 431               | 17,9 % | 17,5 % | 15,1 % | -     | 10,3 % | 6,1 % | 5,3 %  | -                      | 4,1 % | 3,9 %  | -     | 3,9 % | 0,9 %      | 1,2 % + 4,9 % + –       | 8,9 %   |
| SANEP, 6.-16. ledna 2016                              | 429               | 17,1 % | 17,8 % | 15,7 % | -     | 10,6 % | 6,5 % | 5,6 %  | -                      | 4,2 % | 4,0 %  | -     | 3,8 % | 0,8 %      | 1,1 % + 4,1 % + -       | 8,7 %   |
| SANEP, 8.-18. března 2016                             | 317               | 16,2 % | 17,6 % | 15,8 % | 6,9 % | 7,6 %  | 4,2 % | 5,5 %  | 3,1 %                  | 4,2 % | 4,2 %  | 4,1 % | 3,1 % | 1,2 %      | X                       | 6,3 %   |
| SANEP, 18.-28. května 2016                            | 324               | 18,4 % | 15,2 % | 14,2 % | 9,4 % | 7,4 %  | 5,3 % | 5,1 %  | 4,9 %                  | 4,8 % | 4,3 %  | 3,5 % | -     | -          | X                       | 7,5 %   |
| Median a STEM/MARK, volební potenciál, 8.8.-3.9. 2016 | 1223              | 34,0 % | 22,5 % | 26,5%  | 5,0 % | 4,5 %  | –     | 17,0 % | 3,0 %                  | 8,0 % | 14,0 % | 5,5 % | 4,5 % | 5,5 %      | 18,0%                   |         |

### Výsledky
| Strana/Hnutí/Koalice                                                          | Hlasy  | Hlasy | Mandátů | Změna mandátů |
| Strana/Hnutí/Koalice                                                          | abs.   | %     | Mandátů | Změna mandátů |
| ----------------------------------------------------------------------------- | ------ | ----- | ------- | ------------- |
| ANO 2011                                                                      | 16 078 | 22,91 | 13      | +13 ▲         |
| Česká strana sociálně demokratická                                            | 9 761  | 13,91 | 8       | -5 ▼          |
| Komunistická strana Čech a Moravy                                             | 8 072  | 11,50 | 6       | 0 ▬           |
| STAROSTOVÉ A NEZÁVISLÍ (STAN) s podporou KOA, KDU-ČSL a TOP 09                | 7 082  | 10,09 | 5       | +1 (+5)▲      |
| Občanská demokratická strana                                                  | 5 328  | 7,59  | 4       | -1 ▼          |
| HNUTÍ NEZÁVISLÝCH ZA HARMONICKÝ ROZVOJ OBCÍ A MĚST                            | 4 492  | 6,40  | 3       | -2 ▼          |
| Koalice Svoboda a přímá demokracie - Tomio Okamura (SPD) a Strana Práv Občanů | 3 877  | 5,52  | 3       | +3 ▲          |
| Česká pirátská strana                                                         | 3 835  | 5,46  | 3       | +3 ▲          |
| ostatní                                                                       | 11 630 | 16,62 | –       | –             |

## Ústecký kraj

### Kandidátky
Bylo podáno celkem 23 kandidátních listin.
| #  | Strana/hnutí/koalice                                                                        | #1                   | #1        | #2                       | #2               | #3                      | #3        |
| #  | Strana/hnutí/koalice                                                                        | Jméno                | PP        | Jméno                    | PP               | Jméno                   | PP        |
| -- | ------------------------------------------------------------------------------------------- | -------------------- | --------- | ------------------------ | ---------------- | ----------------------- | --------- |
| 1  | Volte Pravý Blok www.cibulka.net                                                            | Gustav Baumann       | BEZPP     | Petr Přistoupil          | BEZPP            | Jan Šalda               | BEZPP     |
| 2  | Občanská demokratická strana                                                                | Jiří Kulhánek        | ODS       | Drahomíra Miklošová      | ODS              | Zdeněk Kutner           | ODS       |
| 4  | Starostové a Sportovci pro Ústecký kraj                                                     | Petr Medáček         | SNK ED    | Robert Kysela            | BEZPP            | Hana Štejnarová         | BEZPP     |
| 9  | Komunistická strana Československa                                                          | Miroslav Hejna       | KSČ       | Ladislava Marešová       | KSČ              | Ladislav Šourek         | KSČ       |
| 12 | Česká strana sociálně demokratická                                                          | Jaroslav Foldyna     | ČSSD      | Martin Klika             | ČSSD             | Zdeněk Matouš           | ČSSD      |
| 17 | Ilegálním imigrantům NE – peníze raději pro naše děti                                       | Pavel Svoboda        | BEZPP     | Lenka Šimáčková          | BEZPP            | Ivo Přichystal          | BEZPP     |
| 20 | JsmePRO! Kraj 2016                                                                          | Leo Steiner          | BEZPP     | Šárka Zimová Dostálová   | JsmePRO!         | Jiří Řehák              | JsmePRO!  |
| 30 | ANO 2011                                                                                    | Petr Urbánek         | ANO       | Jan Richter              | ANO              | Lubomíra Mejstříková    | BEZPP     |
| 32 | TOP 09                                                                                      | Michal Kučera        | TOP 09    | Radim Bzura              | TOP 09           | Pavel Pastyřík          | TOP 09    |
| 34 | STAROSTOVÉ A NEZÁVISLÍ                                                                      | Petr Liška           | STAN      | Vlastimil Doležal        | STAN             | Jana Oubrechtová        | STAN      |
| 37 | Komunistická strana Čech a Moravy                                                           | Oldřich Bubeníček    | KSČM      | Radek Belej              | KSČM             | Jaroslav Komínek        | KSČM      |
| 40 | Alternativa pro občany                                                                      | Pavla Vacková        | BEZPP     | kandidát odvolán         | kandidát odvolán | Pavel Urx               | BEZPP     |
| 41 | Národní demokracie                                                                          | Adam Benjamin Bartoš | ND        | Petr Kotáb               | ND               | Lucie Kundľová Šlégrová | BEZPP     |
| 43 | Úsvit s Blokem proti islamizaci                                                             | David Kadnér         | Úsvit     | Iva Procházková          | Úsvit            | Martin Láter            | BEZPP     |
| 52 | Svobodní a Soukromníci                                                                      | Štefan Drozd         | SsČR      | Richard Hartmann         | Svobodní         | Jindřich Pilc           | Svobodní  |
| 58 | Dělnická strana sociální spravedlnosti – NE imigrantům, PROTI nepřizpůsobivým, PRO pořádek! | Tomáš Vandas         | DSSS      | Petr Benda               | NÁR.SOC.         | Jindřich Svoboda        | DSSS      |
| 60 | NOVÝ SEVER                                                                                  | Milan Märc           | NS        | Luboš Pitín              | S.cz             | Milan Štefanov          | NS        |
| 67 | NE ILEGÁLNÍ IMIGRACI – PENÍZE RADĚJI PRO NAŠE LIDI                                          | Petra Kotyzová       | BEZPP     | Sigismund Freimann Eugen | BEZPP            | Veronika Hanichová      | BEZPP     |
| 77 | Piráti a Strana zelených                                                                    | Daniel Pitek         | SZ        | Lukáš Blažej             | Piráti           | Lenka Kodytková         | SZ        |
| 78 | Koalice Svoboda a přímá demokracie – Tomio Okamura (SPD) a Strana Práv Občanů               | Petr Šmíd            | SPO       | Tereza Hyťhová           | SPD              | Jiří Fišer              | SPO       |
| 79 | ProKraj                                                                                     | Věra Nechybová       | BEZPP     | Vladislav Raška          | BEZPP            | Vlastimil Woznica       | BEZPP     |
| 81 | SDRUŽENÍ PRO REPUBLIKU – REPUBLIKÁNSKÁ STRANA ČECH, MORAVY A SLEZSKA                        | Michal Půlpán        | SPR-RSČMS | Jitka Žáková             | SPR-RSČMS        | Radek Strnad            | SPR-RSČMS |

### Předvolební průzkumy
| Výzkum                                                | Počet respondentů | KSČM   | ANO    | ČSSD   | S.cz   | TOP 09 | PRO!  | SPD   | Piráti + Zelení | ODS    | Svobodní + Soukromníci | Úsvit - NK | STAN  | KDU-ČSL | DSSS  | Ostatní |
| ----------------------------------------------------- | ----------------- | ------ | ------ | ------ | ------ | ------ | ----- | ----- | --------------- | ------ | ---------------------- | ---------- | ----- | ------- | ----- | ------- |
| SANEP, 15.-31. července 2015                          | 631               | 20,3 % | 21,1 % | 18,1 % | –      | 5,1 %  | 9,1 % | 3,2 % | 3,2 %           | 5,1 %  | 2,7 %                  | 0,3 %      | -     | 2,2 %   | 2,1 % | 7,5 %   |
| SANEP, 27. října – 10. listopadu 2015                 | 648               | 20,5 % | 19,6 % | 18,0 % | 9,1 %  | 3,7 %  | 8,2 % | 3,5 % | 3,7 %           | 5,2 %  | –                      | 1,2 %      | 0,2 % | –       | –     | 7,1 %   |
| SANEP, 6.-16. ledna 2016                              | 639               | 20,1 % | 19,6 % | 18,1 % | 9,2 %  | 3,1 %  | 8,1 % | 3,6 % | 3,6 %           | 5,7 %  | 3,0 %                  | 1,3 %      | 0,2 % | -       | -     | 4,4 %   |
| SANEP, 8.-18. března 2016                             | 758               | 20,7 % | 18,2 % | 17,5 % | 10,4 % | 3,5 %  | 9,2 % | 3,7 % | 3,9 %           | 4,6 %  | 3,1 %                  | 1,6 %      | 0,2 % | -       | -     | 3,4 %   |
| SANEP, 18.-28. května 2016                            | 743               | 19,8 % | 19,2 % | 15,7 % | 11,2 % | 5,8 %  | 5,6 % | 5,4 % | 4,8 %           | 4,3 %  | 3,9 %                  | -          | -     | -       | -     | 4,3 %   |
| Median a STEM/MARK, volební potenciál, 8.8.-3.9. 2016 | 1230              | 26,5 % | 34,5 % | 25,0%  | 15,0%  | 12,5%  | –     | 6,5 % | 8,5%            | 13,0 % | 5,0 %                  | 5,5 %      | 10,0% | x       | 4,0%  |         |

### Výsledky

Krajské volby 2016, mandáty, Ústecký kraj

ANO 2011 vyhrálo se ziskem 23,24% hlasů a 20 mandátů. Dosavadní členové krajské koalice KSČM a ČSSD ztratily dosavadní nadpoloviční počet mandátů, ODS obhájila všech 7 mandátů a do zastupitelstva zasedlo nově 5 zástupců koalice SPD–SPO. Naopak se do zastupitelstva nedostalo hnutí PRO!kraj, a nekandidovalo ani hnutí Severočeši.cz, jejichž zmocněnkyně nechala týden před volbami odvolat kompletní kandidátku.
Ve hře byly dvě varianty krajské koalice. První, ANO 2011 a KSČM, by zajišťovala pohodlnou většinu 33 křesel. Druhá, KSČM, ČSSD a SPD–SPO, by dala dohromady těsnou většinu 28 mandátů. Po měsíci vyjednávání se krajský výbor KSČM rozhodl pro „křehčí“ variantu s ČSSD a SPD–SPO.
KSČM má v jedenáctičlenné radě šest zástupců, ČSSD čtyři a koalice SPD–SPO jednoho. Hejtmanem byl na ustavující schůzi podruhé zvolen Oldřich Bubeníček. Místo statutárního zástupce získala ČSSD.
| Strana/Hnutí/Koalice               | Hlasy   | Hlasy | Mandátů | Změna mandátů |
| Strana/Hnutí/Koalice               | abs.    | %     | Mandátů | Změna mandátů |
| ---------------------------------- | ------- | ----- | ------- | ------------- |
| ANO 2011                           | 43 308  | 23,24 | 20      | +20 ▲         |
| Komunistická strana Čech a Moravy  | 29 480  | 15,82 | 13      | -7 ▼          |
| Česká strana sociálně demokratická | 22 178  | 11,90 | 10      | -3 ▼          |
| Občanská demokratická strana       | 15 909  | 8,54  | 7       | 0 ▬           |
| Koalice SPD–SPO                    | 11 325  | 6,07  | 5       | +5 ▲          |
| ostatní                            | 122 272 | 34,43 | –       | –             |

## Liberecký kraj

### Kandidátky
Bylo podáno celkem 20 kandidátních listin.
- Kandidátku Občanské demokratické strany (ODS) vede Dan Ramzer, starosta Frýdlantu, dále se představí primátor Jablonce Petr Beitl, právník Juraj Raninec či lékař Jiří Chalupa.[41]
- Lídrem kandidátky SPR-RSČ Miroslava Sládka je podnikatel Jaroslav Kopecký. Republikáni kandidují v koalici s Patrioty České republiky a HOZK.
- V čele kandidátky hnutí ANO je Jitka Volfová, úřednice z České Lípy.[42]
- Hnutí Starostové pro Liberecký kraj povede do voleb dosavadní krajský hejtman Martin Půta[43]
- Lídrem Změny pro Liberecký kraj je Zuzana Kocumová,[44] úspěšná sportovkyně a bývalá první náměstkyně hejtmana Martina Půty.
- V čele kandidátky České strany sociálně demokratické (ČSSD) stojí náměstek primátora Jablonce nad Nisou Pavel Svoboda, dále kandidují lékař Jan Mečl či živnostník Tomáš Hudec.[33]
- Kandidátku Komunistické strany Čech a Moravy (KSČM) vede do voleb Stanislav Mackovík.[44]
- Společným lídrem koalice Strana práv občanů a Svoboda a přímá demokracie – Tomio Okamura je Radovan Vích, dvojkou je Martina Sejkorová, trojkou Aranka Changová, čtyřkou Jaromír Červenka.[45]
- Společnou kandidátku Křesťanské a demokratické unie – Československé strany lidové (KDU-ČSL) a politické strany Nová budoucnost pod souhrnným názvem Budoucnost pro Liberecký kraj vede někdejší náměstkyně krajského hejtmana Lidie Vajnerová.[46]
- Svobodní v Libereckém kraji kandidují spolu se Soukromníky. Lídrem za Svobodné je Radek Uchytil a za Soukromníky Vladimír Resl.[47]
- koalice NE ILEGÁLNÍ IMIGRACI - PENÍZE RADĚJI PRO NAŠE LIDI, čtyřkoalice stran: Strana zdravého rozumu, Česká strana národně sociální, Česká strana národně socialistická, Demokratická strana zelených. Lídrem čtyřkoalice je Pavlína Dohnalová, finanční poradce, dvojkou Jiří Votoček, farmář a country interpret, trojkou Ing. Radovan Louda, ekonom.
- Kandidátku dále podaly tyto subjekty: Budoucnost pro Liberecký kraj, Piráti, DSSS + NF, Národní demokracie, Národní socialisté - LEV 21, Romská demokratická strana, TOP 09, Úsvit s Blokem proti islamizaci, Volte Pravý Blok, Změna + Zelení.

### Předvolební průzkumy
| Výzkum                                                | Počet respondentů | KSČM   | ANO    | ZMĚNA + Zelení | SLK    | ČSSD   | ODS   | SPD   | TOP 09 | Svobodní | SNK-MS | DSSS  | KDU-ČSL | Úsvit | STAN  | Piráti | Ostatní |
| ----------------------------------------------------- | ----------------- | ------ | ------ | -------------- | ------ | ------ | ----- | ----- | ------ | -------- | ------ | ----- | ------- | ----- | ----- | ------ | ------- |
| SANEP, 15.-31. července 2015                          | 441               | 14,1 % | 17,8 % | 11,6 %         | 12,7 % | 12,3 % | 7,1 % | 3,4 % | 6,5 %  | -        | 4,1 %  | 4,3 % | 1,8 %   | 0,2 % | -     | 1,0 %  | 3,1 %   |
| SANEP, 27. října – 10. listopadu 2015                 | 446               | 14,3 % | 17,9 % | 11,4 %         | 12,8 % | 11,6 % | 7,2 % | 3,5 % | 5,9 %  | -        | 4,0 %  | 4,7 % | 1,7 %   | 0,8 % | 0,6 % | –      | 3,6 %   |
| SANEP, 6.-16. ledna 2016                              | 438               | 14,5 % | 17,6 % | 11,8 %         | 12,9 % | 11,9 % | 7,5 % | 3,4 % | 5,1 %  | -        | 4,1 %  | 4,7 % | 1,8 %   | 0,9 % | 0,7 % | -      | 3,1 %   |
| SANEP, 8.-18. března 2016                             | 398               | 14,9 % | 14,9 % | 12,1 %         | 15,1 % | 10,4 % | 7,8 % | 3,5 % | 4,8 %  | -        | 4,8 %  | 4,1 % | 1,7 %   | 1,4 % | 0,6 % | -      | 3,9 %   |
| SANEP, 18.-28. května 2016                            | 386               | 14,7 % | 14,3 % | 14,2 %         | 13,9 % | 10,2 % | 7,2 % | 6,8 % | 4,1 %  | 3,4 %    | -      | -     | -       | -     | -     | -      | 11,2 %  |
| Median a STEM/MARK, volební potenciál, 8.8.-3.9. 2016 | 1237              | 18,0 % | 26,5 % | 7,0%           | 31,5%  | 19,5%  | 13,5% | 6,5 % | 11,0%  | 4,0 %    | x      | –     | 9,0%    | 7,0%  | x     | 6,5 %  |         |

## Královéhradecký kraj

### Kandidátky
Bylo podáno celkem 17 kandidátních listin.
- Lídrem Koalice pro KHK je šéf lidovců Vladimír Derner, jako druhý je vicepremiér Pavel Bělobrádek, třetím je ekonom Petr Kubát.[48]
- Lídrem kandidátky SPR-RSČ Miroslava Sládka je podnikatelka Věra Jarkovská, Republikáni v kraji kandidují v koalici s Patrioty České republiky a HOZK.
- Lídrem za ANO je Klára Dostálová, za KSČM Otakar Ruml, za ČSSD pedagog Jiří Štěpán, za Koalici STAN a Východočechů poslankyně Martina Berdychová.[49]
- ČSSD povede pedagog Jiří Štěpán, dalšími kandidáty jsou radní Josef Dvořák či senátor Miroslav Antl.[33]
- Svobodní v Královéhradeckém kraji kandidují spolu se Soukromníky. Lídrem je Jan Šebelík, dvojkou je František Tomášek.[50]
- Lídrem ODS je bývalý policejní prezident Martin Červíček, dvojkou je právník Václav Řehoř, trojkou místostarostka Rychnova Jana Drejsová.[51]
- koalice NE ILEGÁLNÍ IMIGRACI - PENÍZE RADĚJI PRO NAŠE LIDI, čtyřkoalice stran: Strana zdravého rozumu, Česká strana národně sociální, Česká strana národně socialistická, Demokratická strana zelených. Lídrem čtyřkoalice je Mgr. Václav Makalouš, administrativní pracovník v rodinné firmě, odborník na mezinárodní vztahy a evropská teritoriální studia, dvojkou je Petr Hornig, starosta obce Mladějov, trojkou Renata Hodovalová, živnostník, 4. Jaroslav Petrus živnostník, hostinský, předseda Klubu venkovských hospůdek, plná koaliční listina obsahuje 50 kandidátů.
- TOP 09 povede poslanec Leoš Heger, dále kandidují inženýr Aleš Cabiar, ekonom Milan Sommer či starosta Starých Hradů Zdeněk Švorc.[52]
- Kandidátku dále podaly tyto subjekty: DSSS, Piráti a Strana zelených + Změna pro KHK, Koalice Svoboda a přímá demokracie – Tomio Okamura (SPD) a Strana práv občanů a SNK, Úsvit s Blokem proti islamizaci, Národní demokracie, Nezávislí, Volte Pravý Blok.

### Předvolební průzkumy
| Výzkum                                                | Počet respondentů | ANO    | KSČM   | ČSSD   | KpKHK  | ODS    | Piráti + SZ | SPD   | Svobodní | TOP 09 | ZpKHK | VČ+STAN | Úsvit - NK | SNK ED | Ostatní |
| ----------------------------------------------------- | ----------------- | ------ | ------ | ------ | ------ | ------ | ----------- | ----- | -------- | ------ | ----- | ------- | ---------- | ------ | ------- |
| SANEP, 15.-31. července 2015                          | 496               | 16,7 % | 15,8 % | 12,9 % | 11,7 % | 6,8 %  | 1,3 %       | 4,3 % | 2,8 %    | 7,1 %  | -     | 6,6 %   | 0,2 %      | 4,3 %  | 9,5 %   |
| SANEP, 27. října – 10. listopadu 2015                 | 498               | 17,1 % | 15,2 % | 14,5 % | 11,9 % | 7,1 %  | -           | 5,1 % | -        | 5,9 %  | 3,2 % | 6,4 %   | 0,8 %      | 4,1 %  | 8,7 %   |
| SANEP, 6.-16. ledna 2016                              | 491               | 17,0 % | 15,1 % | 14,8 % | 12,3 % | 7,3 %  | -           | 5,2 % | 3,1 %    | 5,1 %  | 3,3 % | 6,1 %   | 0,9%       | 4,0 %  | 5,8 %   |
| SANEP, 8.-18. března 2016                             | 427               | 16,3 % | 14,8 % | 14,5 % | 12,8 % | 9,8 %  | 5,3 %       | 5,3 % | 5,6 %    | 4,1 %  | 3,1 % | 2,8 %   | 1,3%       | -      | 4,3 %   |
| SANEP, 18.-28. května 2016                            | 423               | 17,4 % | 13,4 % | 13,1 % | 12,9 % | 10,0 % | 9,4 %       | 6,2 % | 5,9 %    | 3,5 %  | –     | –       | –          | -      | 7,3 %   |
| Median a STEM/MARK, volební potenciál, 8.8.-3.9. 2016 | 1230              | 31,5 % | 17,0 % | 24,5%  | 15,0 % | 15,0 % | 10,5 %      | 8,0 % | 5,5 %    | 15,5 % | X     | 14,0 %  | 5,5 %      | –      |         |

### Výsledky
| Strana/Hnutí/Koalice                                      | Hlasy  | Hlasy | Mandátů | Změna mandátů |
| Strana/Hnutí/Koalice                                      | abs.   | %     | Mandátů | Změna mandátů |
| --------------------------------------------------------- | ------ | ----- | ------- | ------------- |
| ANO 2011                                                  | 41 075 | 25,18 | 13      | +13 ▲         |
| Česká strana sociálně demokratická                        | 21 346 | 13,08 | 6       | -6 ▼          |
| Občanská demokratická strana                              | 16 207 | 9,93  | 5       | -1 ▼          |
| Koalice pro Královéhradecký kraj                          | 15 912 | 9,75  | 5       | +5 ▲          |
| Komunistická strana Čech a Moravy                         | 15 319 | 9,39  | 4       | -7 ▼          |
| STAROSTOVÉ a VÝCHODOČEŠI                                  | 14 649 | 8,98  | 4       | +4 ▲          |
| TOP 09                                                    | 12 628 | 7,74  | 4       | +4 ▲          |
| Koalice SPD-SPO                                           | 9 041  | 5,54  | 2       | +2 ▲          |
| Piráti a Strana zelených + Změna pro Královéhradecký kraj | 8 602  | 5,27  | 2       | +2 ▲          |
| ostatní                                                   | 8 300  | 5,14  | –       | –             |

## Pardubický kraj

### Kandidátky
Bylo podáno celkem 22 kandidátních listin.
- Lídrem ČSSD je dosavadní hejtman Martin Netolický, dalšími kandidáty jsou námětskyně ministra financí Lenka Jurošková či radní Václav Kroutil.[33]
- Lídrem kandidátky SPR-RSČ Miroslava Sládka je manažerka Jaroslava Pokorná, Republikáni v kraji kandidují v koalici s Patrioty České republiky a HOZK.
- Lídrem hnutí ANO je náměstek pardubického primátora Jan Řehounek. Dvojkou na kandidátce bude podnikatel z Moravské Třebové Miroslav Jurenka.[54]
- Koalici pro Pardubický kraj (složenou z KDU-ČSL, SNK ED a Nestraníků) povede 1. náměstek hejtmana Roman Línek. Na druhém místě bude starosta Svitav David Šimek a na třetím krajský radní René Živný.[55]
- Lídrem ODS pro krajské volby je místostarosta Litomyšle Michal Kortyš. Dále kandiduje Alexandr Krejčí a Magda Křivanová.[56]
- TOP 09 povede poslanec a pardubický zastupitel Jiří Skalický.[57]
- Společnou kandidátku Pro otevřený kraj - Piráti, Zelení, Změna povedou dopravní projektant Jakub Kutílek, IT specialista Ondřej Češík a starosta Lanškrouna Radim Vetchý.[58]
- Lídrem KSČM je místostarosta Dašic Jan Foldyna.
- Koalici Osobnosti Pardubického kraje povede Jaromír Dušek.[59]
- Svobodní v Pardubickém kraji kandidují spolu se Soukromníky. Lídrem za Svobodné je Josef Káles z Chrudimi a za Soukromníky Petr Bajer z Holic.[60]
- koalice NE ILEGÁLNÍ IMIGRACI - PENÍZE RADĚJI PRO NAŠE LIDI, čtyřkoalice stran: Strana zdravého rozumu, Česká strana národně sociální, Česká strana národně socialistická, Demokratická strana zelených. Lídrem čtyřkoalice je Mgr. Petr Šimáček, hudební pedagog, vedoucí skupiny Kapka, OSVČ, dvojkou Mgr. Marta Lederová učitelka ZŠ, trojkou Mgr. Věra Nevečeřalová, speciální pedagog, 4. Jitka Patřičná, fotograf, 5. Karel Doskočil, ošetřovatel koní, 6. Ing Radek Dokoupil, technický ředitel.
- Kandidátku dále podaly tyto subjekty: DSSS, KSČ, Koruna česká, Moravané, Národní demokracie, Naše Pardubice, STAN, Svoboda a přímá demokracie - Tomio Okamura (SPD), Úsvit s Blokem proti islamizaci, Volte Pravý Blok, koalice Východočeši, Nezávislí a Patrioti.

### Předvolební průzkumy
| Výzkum                                                                            | Počet respondentů | KpPK          | ANO           | ČSSD          | KSČM          | ODS         | Svobodní + SsČR | SPO         | TOP 09      | SPD   | Pro otevřený kraj (Piráti, SZ, Změna) | VČ          | Úsvit - NK | STAN        | DSSS  | Ostatní |
| --------------------------------------------------------------------------------- | ----------------- | ------------- | ------------- | ------------- | ------------- | ----------- | --------------- | ----------- | ----------- | ----- | ------------------------------------- | ----------- | ---------- | ----------- | ----- | ------- |
| SANEP, 15.-31. července 2015                                                      | 491               | 17,3 %        | 18,1 %        | 18,9 %        | 14,8 %        | 7,1 %       | -               | 4,9 %       | 4,2 %       | 0,5 % | 2,1 %                                 | -           | 0,1 %      | -           | 2,8 % | 4,2 %   |
| SANEP, 27. října – 10. listopadu 2015                                             | 491               | 17,4 %        | 17,2 %        | 17,0 %        | 14,8 %        | 7,1 %       | -               | 4,0 %       | 4,1 %       | 0,6 % | –                                     | 3,2 %       | 1,1 %      | 0,6 %       | 3,2 % | 6,3 %   |
| SANEP, 6.-16. ledna 2016                                                          | 486               | 17,5 %        | 17,2 %        | 17,1 %        | 14,6 %        | 7,2 %       | 3,9 %           | 3,7 %       | 4,0 %       | 0,5 % | -                                     | 3,1 %       | 1,2 %      | 0,6 %       | -     | 9,4 %   |
| SANEP, 8.-18. března 2016                                                         | 422               | 17,8 %        | 16,4 %        | 17,3 %        | 14,8 %        | 7,8 %       | 5,2 %           | 3,8 %       | 4,9 %       | 0,9 % | -                                     | 3,0 %       | 1,0 %      | 0,5 %       | -     | 6,6 %   |
| Phoenix Research Archivováno 27. 6. 2016 na Wayback Machine., 28.4. – 24.5. 2016  | 665               | 16,3%         | 15,3%         | 17,8%         | 10,6%         | 7,1%        | 6,0%            | 3,2%        | 4,1%        | -     | 4,1%                                  | 8,0%        | 2,0%       | 1,1%        | -     | 3,7%    |
| SANEP, 18.-28. května 2016                                                        | 417               | 17,1%         | 17,1%         | 16,2%         | 13,9%         | 7,9%        | 6,2%            | 5,1%        | 4,1%        | 3,2%  | 3,0%                                  | -           | -          | -           | -     | 6,2%    |
| Phoenix Research[nedostupný zdroj], 28.5. – 27.6. 2016                            | 664               | 15,8%         | 15,6%         | 17,5%         | 10,8%         | 7,2%        | 5,5%            | -           | 4,5%        | -     | 5,0%                                  | 6,2%        | -          | -           | -     | 11,9%   |
| SANEP, 14.7 – 24.7. 2016 (v závorce volební potenciál)                            | 428               | 12,2% (19,3%) | 14,2% (18,7%) | 15,3% (18,1%) | 12,8% (15,9%) | 6,2% (8,2%) | 3,9% (7,8%)     | 3,0% (6,8%) | 3,8% (6,1%) | -     | 3,1% (8,6%)                           | 1,7% (3,8%) | -          | 0,2% (0,7%) | -     | 23,6%   |
| Phoenix Research Archivováno 12. 10. 2017 na Wayback Machine., 28.6. – 27.7. 2016 | 716               | 16,0%         | 15,0%         | 18,0%         | 11,1%         | 7,2%        | 5,7%            | -           | 4,6%        | -     | 5,0%                                  | 6,4%        | -          | -           | -     | 11,0%   |
| Median, STEM/Mark pro ČT24, 8.8. - 3.9. 2016 (volební potenciál)                  | 1242              | 22,5%         | 32,0%         | 26,0%         | 19,5%         | 15,5%       | 6,5%            | -           | 13,5%       | 3,5%  | 7,5%                                  | 3,5%        | 3,0%       | 15,0%       | -     | -       |
| Výzkum                                                                            | Počet respondentů | KpPK          | ANO           | ČSSD          | KSČM          | ODS         | Svobodní + SsČR | SPO         | TOP 09      | SPD   | Pro otevřený kraj (Piráti, SZ, Změna) | VČ          | Úsvit - NK | STAN        | DSSS  | Ostatní |

## Kraj Vysočina

### Kandidátky

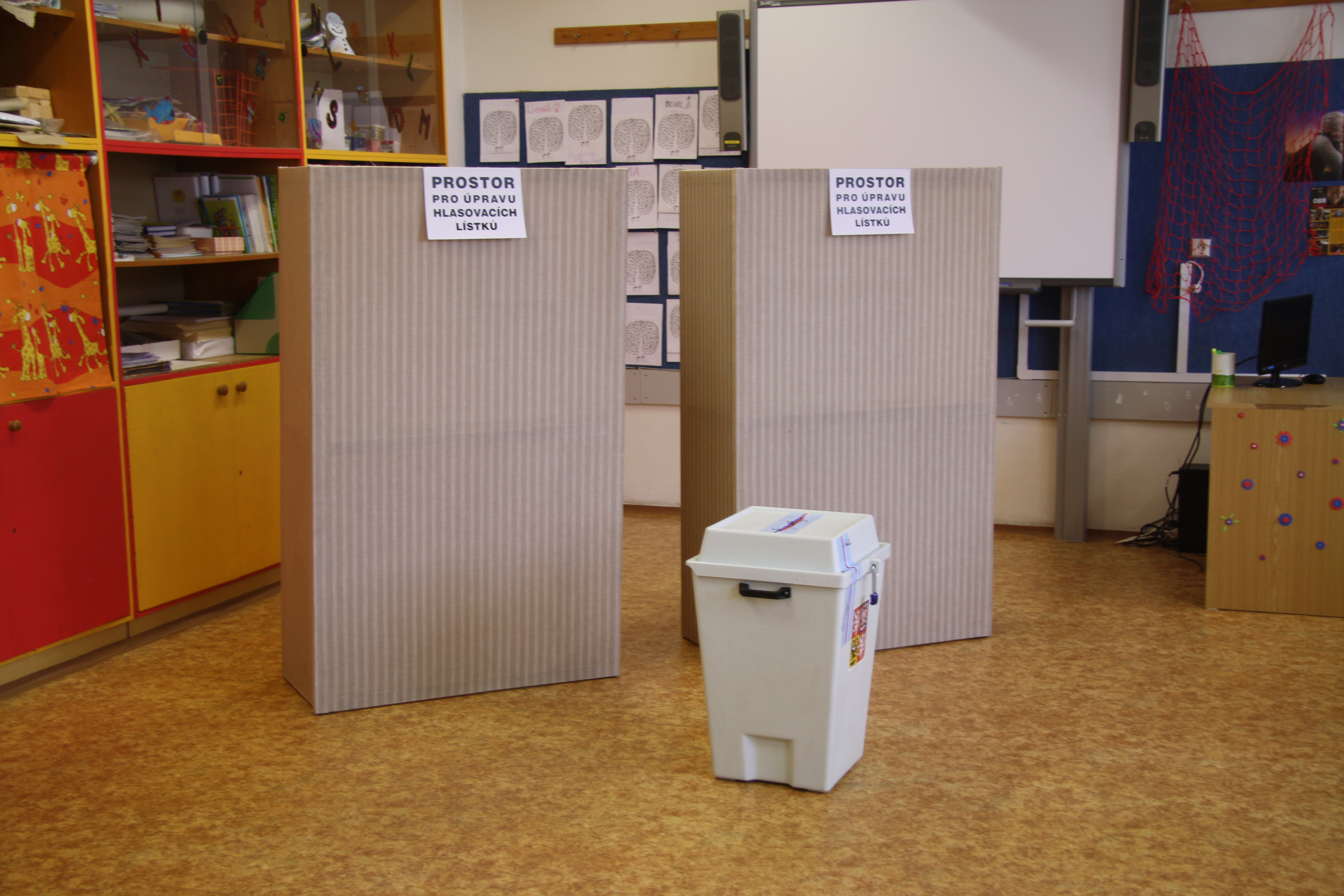
Volební místnost krajských voleb v roce 2016 v třebíčské základní škole Benešova.

Bylo podáno celkem 21 kandidátních listin.
- ČSSD povede současný hejtman Jiří Běhounek, dále kandidují radní Jana Fialová a Martin Hyský.[33]
- Lídr SPR-RSČ Miroslava Sládka je Patrik Smutný. Republikáni kandidují s Patrioty České republiky a HOZK.
- Hnutí ANO povede manažer Josef Pavlík.[61]
- KSČM povede podnikatel Milan Plodík.
- Lídrem ODS je podnikatel Zdeněk Geist, dalšími kandidáty jsou pedagog Ota Benc či lékař Jan Procházka.[62]
- TOP 09 povede stavební technik Libor Honzárek.
- Lídrem Koalice Svoboda a přímá demokracie - Tomio Okamura a Strana práv občanů je předseda hnutí a senátor Jan Veleba.[59]
- Lídrem KDU-ČSL je náměstek jihlavského primátora Jaromír Kalina.
- koalice NE ILEGÁLNÍ IMIGRACI - PENÍZE RADĚJI PRO NAŠE LIDI, čtyřkoalice stran: Strana zdravého rozumu, Česká strana národně sociální, Česká strana národně socialistická, Demokratická strana zelených. Lídrem čtyřkoalice je Zdeněk Obhlídal, manažer, dvojkou Irena Podzimková, zdravotní sestra.
- Kandidátku dále podaly tyto subjekty: Piráti, DSSS, STAN + SNK ED, Úsvit s Blokem proti islamizaci, Změna pro Vysočinu, Koruna Česká, Moravané, Národní demokracie, Starostové pro občany, Soukromníci, Svobodní, TOP 09 + Zelení, Volte Pravý Blok.

### Předvolební průzkumy
| Výzkum                                                | Počet respondentů | ČSSD   | ANO    | KSČM   | KDU-ČSL | ODS    | PV    | STO   | SPD   | SPO   | Piráti | TOP 09 | STAN  | Úsvit | Ostatní |
| ----------------------------------------------------- | ----------------- | ------ | ------ | ------ | ------- | ------ | ----- | ----- | ----- | ----- | ------ | ------ | ----- | ----- | ------- |
| SANEP, 15.-31. července 2015                          | 481               | 22,9 % | 16,1 % | 16,5 % | 12,2 %  | 5,2 %  | 7,8 % | 3,5 % | 1,5 % | -     | 3,1 %  | 4,3 %  | -     | 0,1 % | 6,8 %   |
| SANEP, 27. října – 10. listopadu 2015                 | 478               | 21,5 % | 17,1 % | 15,2 % | 11,2 %  | 6,3 %  | 7,9 % | 3,6 % | 1,8 % | -     | 3,4 %  | 4,0 %  | 2,1 % | 0,6 % | 5,3 %   |
| SANEP, 6.-16. ledna 2016                              | 472               | 21,8 % | 16,5 % | 15,8 % | 11,6 %  | 6,5 %  | 8,1 % | 3,3 % | 1,5 % | -     | 3,3 %  | 3,2 %  | 1,9 % | 0,7 % | 5,8 %   |
| SANEP, 8.-18. března 2016                             | 410               | 21,4 % | 16,1 % | 15,9 % | 11,8 %  | 6,8 %  | 8,4 % | 3,5 % | 1,8 % | -     | 3,8 %  | 3,0 %  | 1,4 % | 0,4 % | 5,7 %   |
| SANEP, 18.-28. května 2016                            | 405               | 18,8 % | 17,2 % | 14,3 % | 11,5 %  | 6,9 %  | 5,7 % | 5,4 % | 5,4 % | 3,9 % | 3,3 %  | -      | -     | -     | 7,6 %   |
| Median a STEM/MARK, volební potenciál, 8.8.-3.9. 2016 | 1221              | 31,0 % | 27,5 % | 21,0%  | 19,5 %  | 11,5 % | 6,0 % | 4,5 % | 6,0 % | X     | 5,5 %  | 13,0 % | 6,0 % | –     |         |

### Výsledky

Krajské volby 2016, mandáty, Kraj Vysočina

V Kraji Vysočina se v krajských volbách hlasovalo celkem v 1137 okrscích, celkem mohlo volit 413 171 voličů, z nich přišlo celkem 154 270 osob, volební účast tak byla 37,34 %. Kraj Vysočina tak byl druhým krajem s nejvyšší volební účastí. Zvoleny bylo šest subjektů, byly to: ČSSD, ANO, KDU-ČSL, ODS, Starostové PRO VYSOČINU, Koalice Svoboda a přímá demokracie Tomio Okamura a Strana Práv občanů, celkem kandidovalo 21 subjektů.
Zvítězila Česká strana sociálně demokratická (19,37 %), další v pořadí byly strany ANO 2011 (17,04 %), KDU-ČSL (13,41 %), Komunistická strana Čech a Moravy (11,4 %), Občanská demokratická strana (9,1 %), Starostové PRO VYSOČINU (6,84 %) a Koalice Svoboda a přímá demokracie Tomio Okamura a Strana Práv občanů (6,4 %).

Ustavující zastupitelstvo se konalo 1. listopadu 2016, hejtmanem byl zvolen opět MUDr. Jiří Běhounek, prvním náměstkem hejtmana se stal Pavel Franěk (ANO), dalšími náměstky byli zvoleni Josef Pavlík (ANO), Pavel Pacal (Starostové PRO VYSOČINU) a Jan Hyliš (ČSSD).

## Jihomoravský kraj

### Kandidátky
Bylo podáno celkem 21 kandidátních listin.
- Za koalici SZ a Pirátů podnikatel a investor Jiří Hlavenka, dále kandidují starostka MČ Brno-Nový Lískovec Jana Drápalová nebo IT specialista Tomáš Vymazal.
- Lídrem SPR-RSČ Miroslava Sládka je v tomto kraji PhDr. Miroslav Sládek bývalý poslanec FS a PS, bývalý starosta městské části Brno Útěchov. Republikáni v tomto kraji kandidují v koalici s Patrioty České republiky a HOZK.
- Lídrem ČSSD je dosavadní hejtman Michal Hašek, dále kandidují jeho náměstci Marek Šlapal a Roman Hanák.[33]
- Hnutí ANO povede ředitel brněnských strážníků Bohumil Šimek, dále se představí právnička Taťána Malá či Miroslav Kubásek.[66]
- Lídrem koalice SPD + SPO je Jan Hrnčíř, dvojkou je pedagog Marian Keremidský, trojkou Libor Bláha.[67]
- Lídrem za ODS je místopředseda Blanska Jiří Crha, za KSČM poslanec Ivo Pojezný, za KDU-ČSL náměstek hejtmana Roman Celý, za koalici TOP 09 a Žít Brno Jan Vitula, za uskupení Starostové pro jižní Moravu starosta Brna-severu Martin Maleček.[68]
- Svobodní v Jihomoravském kraji kandidují spolu se Soukromníky. Lídrem je Petr Pořízek, dvojkou je Radek Rabušic, oba dva z Brna.[69]
- koalice NE ILEGÁLNÍ IMIGRACI - PENÍZE RADĚJI PRO NAŠE LIDI, čtyřkoalice stran: Strana zdravého rozumu, Česká strana národně sociální, Česká strana národně socialistická, Demokratická strana zelených. Lídrem čtyřkoalice je Ing. Jan Šalamoun, agronom, 2. Petr Skácel, důchodce, aktivista za zdravý rozum v politice, 3. Mgr. Michal Ševčík, projektový manažer, 4. Lenka Viskupová, živnostník, 5. Mgr. Markéta Rašková, učitelka speciální školy, kandidátní listina obsahu 66 kandidátů.
- Kandidátku dále podaly tyto subjekty: DSSS, Konzervativní strana, Koruna česká, Moravané, Národní demokracie, Sdružení pro republiku – Republikánská strana Čech, Moravy a Slezska, Svoboda a síla, Úsvit s Blokem proti islamizaci, Volte pravý blok.

### Předvolební průzkumy
| Výzkum                                                        | Počet respondentů | ČSSD            | KSČM            | ANO             | KDU-ČSL         | ODS            | SPD + SPO     | TOP 09 (+Žít Brno) | Svobodní + Soukromníci | SZ + Piráti   | STAN  | Úsvit | SN    | Ostatní |
| ------------------------------------------------------------- | ----------------- | --------------- | --------------- | --------------- | --------------- | -------------- | ------------- | ------------------ | ---------------------- | ------------- | ----- | ----- | ----- | ------- |
| SANEP, volební preference, 15.-31.6. 2015                     | 839               | 23,2 %          | 15,1 %          | 13,4 %          | 15,6 %          | 7,8 %          | 3,2 %         | 5,1 %              | 3,1 %                  | 2,2 % + 2,1 % | –     | 0,1 % | 2,1 % | 7,0 %   |
| SANEP, volební preference, 27.10. – 10.11. 2015               | 861               | 23,5 %          | 15,3 %          | 14,8 %          | 15,2 %          | 8,1 %          | 3,0 %         | 4,7 %              | 3,4 %                  | 2,6 %         | 1,2 % | 0,8 % | –     | 7,4 %   |
| SANEP, volební preference, 6.-16.1. 2016                      | 873               | 23,2 %          | 15,7 %          | 14,9 %          | 14,9 %          | 8,7 %          | 3,1 %         | 4,7 %              | 3,5 %                  | 2,5 %         | 1,1 % | 0,9 % | –     | 6,8 %   |
| SANEP, volební preference, 8.-18.3. 2016                      | 904               | 23,4 %          | 15,9 %          | 14,3 %          | 15,1 %          | 9,2 %          | 3,3 %         | 4,2 %              | 3,9 %                  | 2,7 %         | 1,0 % | 0,9 % | –     | 6,1 %   |
| SANEP, volební preference, 18.-28.5. 2016                     | 912               | 23,8 %          | 16,0 %          | 14,9 %          | 15,2 %          | 9,3 %          | 4,4 %         | 3,8 %              | 5,2 %                  | 3,2 %         | –     | –     | –     | 4,2 %   |
| SANEP, volební preference (volební potenciál), 14.-24.7. 2016 | 911               | 18,2 % (23,6 %) | 13,1 % (16,8 %) | 12,9 % (18,5 %) | 12,3 % (15,9 %) | 8,1 % (11,5 %) | 4,4 % (6,7 %) | 2,4 % (5,8 %)      | 3,1 % (5,0 %)          | 2,4 % (5,1 %) | -     | -     | -     | 23,1 %  |
| Median a STEM/MARK, volební potenciál, 8.8.-3.9. 2016         | 1275              | 30,0 %          | 18,5 %          | 30,0%           | 21,0 %          | 12,0 %         | 8,0 %         | 16,5 %             | 5,0 %                  | 12,5 %        | 9,0 % | 5,0 % | –     |         |

### Výsledky
| ANO · ANO · ANO · ANO · ANO · ANO · ANO · ANO · ANO · ANO · ANO · ANO · ANO · ANO · ANO | KDU-ČSL · KDU-ČSL · KDU-ČSL · KDU-ČSL · KDU-ČSL · KDU-ČSL · KDU-ČSL · KDU-ČSL · KDU-ČSL · KDU-ČSL · KDU-ČSL | ČSSD · ČSSD · ČSSD · ČSSD · ČSSD · ČSSD · ČSSD · ČSSD · ČSSD · ČSSD · ČSSD | KSČM · KSČM · KSČM · KSČM · KSČM · KSČM · KSČM | ODS · ODS · ODS · ODS · ODS · ODS | TOP 09 + Žít Brno · TOP 09 + Žít Brno · TOP 09 + Žít Brno · TOP 09 + Žít Brno | STAN + SOM · STAN + SOM · STAN + SOM · STAN + SOM | SPD + SPO · SPD + SPO · SPD + SPO · SPD + SPO | Piráti + SZ · Piráti + SZ · Piráti + SZ |

## Olomoucký kraj

### Kandidátky
Bylo podáno celkem 21 kandidátních listin. (v závorce je uvedeno číslo hlasovacího lístku)
- Lídrem ODS (2) je starosta Uničova Dalibor Horák, dále se představí lékař Ivo Mareš či Martin Kučera.[70]
- Lídrem koalice Piráti + Změna + ProRegion → Kraj nové generace (6) za Piráty je zastupitel v Majetíně Martin Šmída.[71] Koalici tvoří Česká pirátská strana a politické hnutí Změna.[72]
- KSČM (37) povede opět poslanec Alexandr Černý.[73]
- ČSSD (12) povede poslanec Jiří Zemánek, dalšími kandidáty jsou pečovatelka Zuzana Bratterová a lékař Michael Fischer.[33]
- Lídrem ANO (30) je praktický lékař MUDr. Oto Košta, jako druhý je poslanec a krajský předseda Ladislav Okleštěk, třetím je obchodní manažer Ing. Petr Vrána.[74]
- Lídrem TOP 09 (32) je poslankyně Jitka Chalánková.[75]
- Lídrem koalice Starostové ProOlomoucký kraj (42) je starosta obce Dolní Studénky Radim Sršeň, dalšími v pořadí jsou architekt Petr Daněk a starosta Troubek Radek Brázda.[76][77] Koalici tvoří STAROSTOVÉ A NEZÁVISLÍ a ProOlomouc.[72]
- koalici Svobodní a Soukromníci (52) vede je právník Tomáš Grygar, dvojkou je Richard Sokol.[72][78]
- koalice NE ILEGÁLNÍ IMIGRACI - PENÍZE RADĚJI PRO NAŠE LIDI (67), čtyřkoalice stran: Strana zdravého rozumu, Česká strana národně sociální, Česká strana národně socialistická, Demokratická strana zelených.[72] Lídrem čtyřkoalice je Ing. Vladimír Stejskal, systémový specialista, informatik.
- Lídrem Koalice Republikánů Miroslava Sládka, Patriotů České republiky a HOZK (70) je v tomto kraji PhDr. Michal Hrubý.
- Koalice pro Olomoucký kraj společně se Starosty (74) je složena ze KDU-ČSL a Strany zelených.[72] Kandidátku vede starosta Velké Bystřice Ivo Slavotínek z KDU-ČSL, druhý je architekt Jiří Roubík za SZ.
- Společným lídrem Koalice Svoboda a přímá demokracie – Tomio Okamura (SPD) a Strana Práv Občanů (78) je poslanec Radim Fiala, dvojkou je Stanislav Kaláb, trojkou podnikatel Pavel Jelínek.[72][79]
- Kandidátku dále podaly tyto subjekty[72]: Volte pravý blok (1), Československá strana socialistická (8), Nezávislí a MORAVANÉ (25), Koruna Česká (26), Úsvit s Blokem proti islamizaci (33) (Úsvit - Národní Koalice), Národní demokracie (41), OBČANÉ PRO OLOMOUCKÝ KRAJ – volba OK (53), Dělnická strana sociální spravedlnosti – Imigranty a islám v ČR nechceme! (75) (koalici tvoří DSSS a NF), SDRUŽENÍ PRO REPUBLIKU – REPUBLIKÁNSKÁ STRANA ČECH, MORAVY A SLEZSKA (81).

### Předvolební průzkumy
| Výzkum                                                | Počet respondentů | ANO    | KSČM   | ČSSD   | KpOKS  | ODS    | SPD   | Zelení + KDU-ČSL | Piráti | TOP 09 | DSSS  | Úsvit - NK | STAN   | NEZ   | NV    | Svobodní | Ostatní |
| ----------------------------------------------------- | ----------------- | ------ | ------ | ------ | ------ | ------ | ----- | ---------------- | ------ | ------ | ----- | ---------- | ------ | ----- | ----- | -------- | ------- |
| SANEP, 15.-31. července 2015                          | 592               | 19,9 % | 19,1 % | 19,9 % | 6,1 %  | 5,8 %  | 3,3 % | -                | 2,9 %  | 5,2 %  | 3,1 % | 0,3 %      | -      | 2,6 % | 2,4 % | 2,1 %    | 7,3 %   |
| SANEP, 27. října – 10. listopadu 2015                 | 591               | 21,9 % | 19,2 % | 16,1 % | 8,2 %  | 5,9 %  | 3,9 % | -                | 3,1 %  | 5,1 %  | 3,4 % | 1,4 %      | 1,2 %  | -     | –     | –        | 10,6 %  |
| SANEP, 6.-16. ledna 2016                              | 598               | 21,7 % | 19,5 % | 16,4 % | 8,5 %  | 6,3 %  | 3,6 % | -                | 3,2 %  | 4,8%   | 3,3 % | 1,6 %      | 1,2 %  | -     | –     | –        | 9,9 %   |
| SANEP, 8.-18. března 2016                             | 619               | 19,8 % | 19,5 % | 19,1 % | 8,9 %  | 6,6 %  | 3,7%  | -                | 3,4 %  | 4,6%   | 3,1 % | 1,4 %      | 1,2 %  | -     | –     | –        | 8,7 %   |
| SANEP, 18.-28. května 2016                            | 628               | 19,8 % | 19,7 % | 18,4 % | 8,1 %  | 6,5 %  | 4,9 % | 3,9 %            | 3,5 %  | -      | -     | -          | -      | -     | -     | -        | 15,2 %  |
| Median a STEM/MARK, volební potenciál, 8.8.-3.9. 2016 | 1222              | 33,0 % | 21,5 % | 30,5%  | 15,5 % | 13,5 % | 6,5 % | X                | 4,5 %  | 12,5 % | 3,0 % | 6,0 %      | 13,0 % | 4,0 % | X     | 3,5 %    |         |

### Výsledky
| Koalice (30)                                                                                  | Koalice (30)                                                 | Koalice (30)                | Opozice (25)                                   | Opozice (25)                                                                                           | Opozice (25)                                                                            | Opozice (25)                                              |
| ANO · ANO · ANO · ANO · ANO · ANO · ANO · ANO · ANO · ANO · ANO · ANO · ANO · ANO · ANO · ANO | ČSSD · ČSSD · ČSSD · ČSSD · ČSSD · ČSSD · ČSSD · ČSSD · ČSSD | ODS · ODS · ODS · ODS · ODS | KSČM · KSČM · KSČM · KSČM · KSČM · KSČM · KSČM | KDU-ČSL + SZ · KDU-ČSL + SZ · KDU-ČSL + SZ · KDU-ČSL + SZ · KDU-ČSL + SZ · KDU-ČSL + SZ · KDU-ČSL + SZ | STAN + ProOl · STAN + ProOl · STAN + ProOl · STAN + ProOl · STAN + ProOl · STAN + ProOl | SPD + SPO · SPD + SPO · SPD + SPO · SPD + SPO · SPD + SPO |

## Zlínský kraj

### Kandidátky
Bylo podáno celkem 20 kandidátních listin.
- Lídrem ČSSD měla být původně bývalá místopředsedkyně Senátu PČR Alena Gajdůšková, ale ta neprošla stranickými primárkami. Novým lídrem se stal krajský radní Petr Navrátil, dvojkou je další krajská radní Taťána Valentová Nersesjan, trojkou Ladislav Kryštof.[33]
- Lídrem koalice Republikáni Miroslava Sládka, Patriotů České republiky a HOZK je Marek Paták.
- Kandidátku ANO vede poslankyně Margita Balaštíková.[80]
- Lídrem KSČM je Kateřina Srncová.
- Lídrem KDU-ČSL je senátor a vsetínský starosta Jiří Čunek, dvojkou zlínský zastupitel Miroslav Kašný.[81]
- TOP 09 povede IT konzultant Vlastislav Navrátil, dvojkou je produktový manažer Milan Baroň, trojkou starosta Holešova Rudolf Seifert[82]
- Hnutí STAN vytvořilo koalici se Zlínským hnutím nezávislých a hnutím ZVUK 2012, kandidátku vede zlínský primátor Miroslav Adámek, dále se představí místopředseda PSP Petr Gazdík a starostka Kunovic Ivana Majíčková.[83]
- Lídrem ODS je krajský zastupitel a dlouholetý starosta Vlčnova Jan Pijáček, dvojkou je starosta Uherského Hradiště Stanislav Blaha, trojkou advokát Stanislav Devátý.[84]
- Společnou koalici vytvořili Strana soukromníků ČR a Svobodní, lídrem za Soukromníky je senátor a majitel společnosti Synot Ivo Valenta, za Svobodné Tomáš Pajonk.[85]
- Samostatnou kandidátku SPO povede Vladimír Kruliš.[59]
- Lídrem SPD je lékař Jaroslav Dvořák.
- Lídrem společné kandidátky SZ a Pirátů pod názvem Otevřený kraj je podnikatel v oblasti IT a vsetínský zastupitel Michal Berg.[86]
- koalice NE ILEGÁLNÍ IMIGRACI - PENÍZE RADĚJI PRO NAŠE LIDI, čtyřkoalice stran: Strana zdravého rozumu, Česká strana národně sociální, Česká strana národně socialistická, Demokratická strana zelených. Lídrem čtyřkoalice je Jaroslav Štrajt, obchodní manažer, dvojkou Michal Vlček, živnostník, trojkou Adam Brim, studující VŠ, čtyřkou Ing. František Červený, inženýr ekonom. Kandidátní listina obsahuje 37 kandidátů.
- Kandidátku dále podaly tyto subjekty: Koruna Česká, Moravané, Národní demokracie, Nezávislí, SPR-RSČ Miroslava Sládka, Úsvit.

### Předvolební průzkumy
| Výzkum                                                | Počet respondentů | KDU-ČSL | ANO    | ČSSD   | KSČM   | Svob. + Soukr. | SPD   | SPO   | ODS    | TOP 09 | STAN   | Úsvit - NK | DSSS  | Ostatní |
| ----------------------------------------------------- | ----------------- | ------- | ------ | ------ | ------ | -------------- | ----- | ----- | ------ | ------ | ------ | ---------- | ----- | ------- |
| SANEP, 15.-31. července 2015                          | 548               | 16,9 %  | 19,1 % | 18,7 % | 15,1 % | -              | 2,8 % | 4,3 % | 4,8 %  | 6,3 %  | 3,1 %  | 0,2 %      | 1,9 % | 6,8 %   |
| SANEP, 27. října – 10. listopadu 2015                 | 552               | 17,1 %  | 19,0 % | 16,9 % | 14,7 % | 4,5 %          | 2,5 % | 4,1 % | 4,5 %  | 5,6 %  | 3,4 %  | 0,7 %      | –     | 7,0 %   |
| SANEP, 6.-16. ledna 2016                              | 547               | 18,9 %  | 18,3 % | 16,5 % | 14,9 % | 6,6 %          | 2,6 % | 4,1 % | 4,9 %  | 4,8 %  | 3,5 %  | 0,8 %      | –     | 4,1 %   |
| SANEP, 8.-18. března 2016                             | 471               | 18,8 %  | 17,2 % | 16,2 % | 15,1 % | 9,2 %          | 2,9 % | 4,2 % | 4,8 %  | 4,2 %  | 3,8 %  | 0,5 %      | –     | 3,1 %   |
| SANEP, 18.-28. května 2016                            | 479               | 18,1 %  | 16,4 % | 15,1 % | 14,5 % | 11,7 %         | 5,3 % | 5,0 % | 4,1 %  | 3,4 %  | 3,4 %  | –          | –     | 3,3 %   |
| Median a STEM/MARK, volební potenciál, 8.8.-3.9. 2016 | 1208              | 25,0 %  | 31,5 % | 24,5%  | 16,5 % | 10,0 %         | 5,5 % | 3,0 % | 12,5 % | 11,0 % | 17,5 % | 5,0 %      | 3,5 % |         |

## Moravskoslezský kraj

### Kandidátky
- koalice NE ILEGÁLNÍ IMIGRACI - PENÍZE RADĚJI PRO NAŠE LIDI, čtyřkoalice stran: Strana zdravého rozumu, Česká strana národně sociální, Česká strana národně socialistická, Demokratická strana zelených. Lídrem čtyřkoalice je Bc. Marcela Tyrlíková, DiS., MBA., úřednice, dvojkou Petr Rabas, trenér judo MSK Karviná, trojkou Dr. Radovan Vilím, zubní lékař, čtyřkou Pavel Šimčík, koordinátor sociálních služeb, pětkou Radek Velička, šéfredaktor Vlasteneckých novin, koalice obsahuje 60 kandidátů.
- Lídrem kandidátky SPR-RSČ Miroslava Sládka je Kamil Sedláček. Republikáni v tomto kraji kandidují v koalici s Patrioty České republiky a HOZK.
- ODS upravila primárky krajských voleb 2016 jako dvoukolové, a to formou Regionálního Sněmu. V prvním kole je volen lídr kandidátky a v kole druhém ostatní kandidáti. První kolo voleb proběhlo 12. 1. 2016 a lídrem ODS byl zvolen Jakub Unucka. Druhé kolo primárek proběhlo v ODS v březnu nebo dubnu 2016.[87] Nominace získávají kandidáti prostřednictvím sněmů z místních sdruženích na úrovni obcí a následnou volbou na oblastních sdruženích, které kopírují bývalé okresy. Delegáti Regionálního sněmu mají mandát hlasovat pro kandidáta na základě vlastního rozhodnutí a nejsou vázáni rozhodnutím z oblastního sdružení. V prvním kole primárek ODS kandidovali tři členové strany: Jakub Unucka, Vladimír Návrat a Andreas Hahn. Vladimír Návrat se kandidatury vzdal a v následné volbě zvítězil s převahou hlasů Jakub Unucka.[88][89]
- ČSSD upravuje primárky jako dvoukolové. První kolo voleb slouží pro určení lídra kandidátky formou Krajské konference delegátů a druhé kolo jako volbu všech členů v kraji formou hlasování ve volebních místnostech, a to po jednání a sestavení kandidátek z okresních orgánů strany.[90] Lídrem ČSSD byl zvolen hejtman Miroslav Novák, dalšími kandidáty jsou jeho náměstci Jiří Martínek a Daniel Havlík.[33]
- KDU-ČSL upravila primárky jako dvoukolové, a to formou krajské nominační konference. V prvním kole volby je voleno prvních 12 kandidátů, které určí okresy a v kole druhém zbytek kandidátky. Stranická konference KDU-ČSL proběhla 3.11. 2015 a lídrem kandidátky byl zvolen Lukáš Curylo.[91]
- TOP 09 upravila primárky jako jednokolové. Kandidátní listinu, včetně lídra schvaluje krajský výbor na základě nominací z jednotlivých regionálních sdružení kraje.[92]
- Svobodní v Moravskoslezském kraji kandidují spolu se Soukromníky. Lídrem za Svobodné je právník Radomír Klein a za Soukromníky Ivo Brauner.[93]
- Lídrem společné kandidátky SPD a SPO je Karel Sládeček, dvojkou je Lubomír Volný.[94]
- Strana zelených a SNK ED kandidují společně jako Koalice pro region (KpR). Společnými lídry jsou Pavla Brady, bývalá náměstkyně opavského primátora za SZ a František Šichnárek, starosta Ostravy-Třebovic z SNK ED.[95]

### Předvolební průzkumy
Není-li uvedeno jinak, jedná se o volební preference.
| Výzkum                                                                                    | Počet respondentů | ČSSD            | KSČM            | ANO             | KDU-ČSL       | NEZ           | ODS           | SPD + SPO     | Piráti        | Svob. + Souk. | STAN + Ostr. | KpR (SZ + SNK ED) | TOP 09        | Úsvit - NK | Ostatní |
| ----------------------------------------------------------------------------------------- | ----------------- | --------------- | --------------- | --------------- | ------------- | ------------- | ------------- | ------------- | ------------- | ------------- | ------------ | ----------------- | ------------- | ---------- | ------- |
| SANEP, 15.-31. července 2015                                                              | 937               | 23,9 %          | 19,5 %          | 19,7 %          | 8,1 %         | 5,8 %         | 4,2 %         | 1,0 %         | 3,2 %         | –             | –            | –                 | 4,3 %         | 0,1 %      | 10,2 %  |
| SANEP, 27. října – 10. listopadu 2015                                                     | 952               | 23,7 %          | 19,7 %          | 19,8 %          | 7,8 %         | 5,9 %         | 4,3 %         | 1,2 %         | 3,8 %         | -             | 1,1 %        | –                 | 3,6 %         | 0,9 %      | 8,2 %   |
| SANEP, 6.-16. ledna 2016                                                                  | 969               | 23,2 %          | 19,9 %          | 20,3 %          | 7,5 %         | 6,1 %         | 4,9 %         | 1,2 %         | 3,9 %         | -             | 1,0 %        | –                 | 3,1 %         | 0,9 %      | 8,0 %   |
| SANEP, 8.-18. března 2016                                                                 | 964               | 23,3 %          | 20,1 %          | 19,7 %          | 7,2 %         | 6,8 %         | 6,4 %         | 1,4 %         | 4,0 %         | -             | 0,9 %        | –                 | 2,1 %         | 0,8 %      | 7,3 %   |
| SANEP, 18.-28. května 2016                                                                | 978               | 21,5 %          | 19,8 %          | 19,1 %          | 7,1 %         | 6,9 %         | 6,3 %         | 4,1 %         | -             | 3,8 %         | -            | -                 | -             | -          | 11,4 %  |
| Phoenix Research Archivováno 30. 6. 2016 na Wayback Machine., 28. dubna – 24. května 2016 | ?                 | 25,3 %          | 18,4 %          | 17,1 %          | 10,0 %        | -             | 8,4 %         | 1,0 %         | 1,1 %         | 1,1 %         | 5,2 %        | 3,0 %             | 2,9 %         | 2,4 %      | 4,1 %   |
| Phoenix Research Archivováno 16. 8. 2016 na Wayback Machine., 28.5. – 27.6.2016           | ?                 | 24,1 %          | 19,0 %          | 17,7 %          | 8,8 %         | -             | 8,5 %         | -             | -             | 3,7 %         | 6,3 %        | –                 | –             | –          | 11,9 %  |
| SANEP, 14.-24.7. 2016 (v závorce uveden volební potenciál)                                | 969               | 18,1 % (24,5 %) | 18,1 % (22,5 %) | 15,3 % (23,1 %) | 6,4 % (8,2 %) | 2,1 % (5,7 %) | 6,1 % (9,7 %) | 5,5 % (9,8 %) | 2,3 % (4,8 %) | 3,1 % (5,9 %) | -            | -                 | 1,7 % (3,1 %) | -          | 21,3 %  |
| Median a STEM/MARK, volební potenciál, 8.8.-3.9. 2016                                     | 1232              | 30,0 %          | 28,0 %          | 33,5%           | 13,5 %        | 7,5 %         | 13,0 %        | 7,5 %         | 9,0 %         | 3,5 %         | 11,0 %       | 4,5 %             | 11,0 %        | 6,0 %      |         |

## Výsledky v obcích
Nejjednoznačněji se rozhodovali občané ve městech Hrádek nad Nisou (68,99 % hlasů pro SLK, Chrastava (63,37 % také pro Starosty) a Nová Bystřice (57,22 % pro ČSSD).
| #  | Volební strana (politická strana, politické hnutí nebo jejich koalice)                      | Nejúspěšnějí obec                        | Nejúspěšnější město               |
| -- | ------------------------------------------------------------------------------------------- | ---------------------------------------- | --------------------------------- |
| 1  | Volte Pravý Blok … www.cibulka.net                                                          | Okoř (10,71 %)                           | Špindlerův Mlýn (1,63 %)          |
| 2  | Občanská demokratická strana                                                                | Líbeznice (74,03 %)                      | Štíty (52,02 %)                   |
| 3  | Budoucnost pro Liberecký kraj                                                               | Studenec (22,99 %)                       | Nové Město pod Smrkem (17,76 %)   |
| 4  | Starostové a Sportovci pro Ústecký kraj                                                     | Straškov-Vodochody (31,23 %)             | Budyně nad Ohří (25,50 %)         |
| 5  | Sdružení nezávislých kandidátů 1                                                            | Velichov (54,75 %)                       | Hroznětín (8,51 %)                |
| 6  | Piráti + Změna + ProRegion → Kraj nové generace                                             | Stříbrnice (20,00 %)                     | Olomouc (4,55 %)                  |
| 7  | Koalice Svoboda a přímá demokracie – Tomio Okamura (SPD) a Strana Práv Občanů a SNK         | Zaloňov (19,71 %)                        | Smiřice (10,27 %)                 |
| 8  | Československá strana socialistická                                                         | Radíkov (6,67 %)                         | Staré Město (0,24 %)              |
| 9  | Komunistická strana Československa                                                          | Bratříkovice (17,24 %)                   | Terezín (3,76 %)                  |
| 10 | Koalice Republikánů Miroslava Sládka, Patriotů České republiky, HOZK a Nového směru         | Tuhaň (3,57 %)                           | Raspenava (1,36 %)                |
| 11 | Občané 2011                                                                                 | Zbožíčko (6,25 %)                        | Nymburk (1,31 %)                  |
| 12 | Česká strana sociálně demokratická                                                          | Prodašice (77,78 %)                      | Nová Bystřice (57,22 %)           |
| 13 | PRO JIŽNÍ ČECHY – Starostové, HOPB a TOP 09                                                 | Nové Hutě (37,50 %)                      | Lišov (30,02 %)                   |
| 14 | ALTERNATIVA                                                                                 | Horní Blatná (12,00 %)                   | Horní Blatná (12,00 %)            |
| 16 | Starostové PRO VYSOČINU                                                                     | Salačova Lhota (73,53 %)                 | Pacov (48,96 %)                   |
| 17 | Ilegálním imigrantům NE – peníze raději pro naše děti                                       | Dolánky nad Ohří (6,15 %)                | Dubí (1,76 %)                     |
| 18 | Severočeši.cz                                                                               | Lom (14,21 %)                            | Lom (14,21 %)                     |
| 19 | Svoboda a síla                                                                              | Tulešice (5,00 %)                        | Rosice (0,87 %)                   |
| 20 | JsmePRO! Kraj 2016                                                                          | Jiřetín pod Jedlovou (44,69 %)           | Benešov nad Ploučnicí (13,60 %)   |
| 21 | Zelení a Piráti                                                                             | Braníškov (36,99 %)                      | Brno (8,09 %)                     |
| 22 | Pro otevřený kraj - Piráti, Zelení, Změna                                                   | Hartinkov (21,05 %)                      | Lanškroun (11,76 %)               |
| 23 | Starostové pro Jižní Moravu                                                                 | Železné (60,73 %)                        | Velké Bílovice (40,25 %)          |
| 24 | Křesťanská a demokratická unie – Československá strana lidová                               | Přeskače (73,85 %)                       | Olešnice (60,36 %)                |
| 25 | NEZÁVISLÍ A MORAVANÉ                                                                        | Bouzov (18,04 %)                         | Loštice (4,12 %)                  |
| 26 | Koruna Česká (monarchistická strana Čech, Moravy a Slezska)                                 | Pohleď (32,26 %)                         | Chrast (2,54 %)                   |
| 27 | VOK – Volba pro Karlovarský kraj                                                            | Prameny (45,24 %)                        | Abertamy (17,80 %)                |
| 28 | Romská demokratická strana                                                                  | Mohelnice nad Jizerou (6,45 %)           | Benátky nad Jizerou (0,93 %)      |
| 29 | Starostové pro občany                                                                       | Radostín (69,23 %)                       | Svratka (39,45 %)                 |
| 30 | ANO 2011                                                                                    | Čečovice (66,67 %)                       | Vroutek (42,49 %)                 |
| 31 | Změna pro lidi                                                                              | Mošnov (15,04 %)                         | Město Albrechtice (1,17 %)        |
| 32 | TOP 09                                                                                      | Dobřany (57,89 %)                        | Roztoky (24,59 %)                 |
| 33 | Úsvit - Národní Koalice s Blokem proti islamizaci                                           | Vřesová (7,89 %)                         | Luby (2,39 %)                     |
| 34 | STAROSTOVÉ A NEZÁVISLÍ                                                                      | Starkoč (78,18 %)                        | Kolín (57,20 %)                   |
| 35 | Politické hnutí PRO 2016                                                                    | Kratušín (15,63 %)                       | Prachatice (2,79 %)               |
| 36 | Koalice pro Královéhradecký kraj – KDU-ČSL – Hradecký demokratický klub – Volba pro město   | Bartošovice v Orlických horách (41,89 %) | Chlumec nad Cidlinou (27,06 %)    |
| 37 | Komunistická strana Čech a Moravy                                                           | Kostelec (62,80 %)                       | Moravský Beroun (40,41 %)         |
| 38 | JIHOČEŠI 2012                                                                               | Budislav (55,74 %)                       | Sezimovo Ústí (20,05 %)           |
| 39 | Strana soukromníků České republiky                                                          | Lažánky (23,53 %)                        | Žďár nad Sázavou (1,81 %)         |
| 40 | Alternativa pro občany                                                                      | Valkeřice (45,88 %)                      | Benešov nad Ploučnicí (10,04 %)   |
| 41 | Národní demokracie                                                                          | Poděvousy (25,84 %)                      | Vysoké nad Jizerou (1,73 %)       |
| 42 | Starostové pro Olomoucký kraj                                                               | Dolní Studénky (60,17 %)                 | Zlaté Hory (16,94 %)              |
| 43 | Úsvit s Blokem proti islamizaci                                                             | Nová Ves v Horách (27,08 %)              | Hora Svaté Kateřiny (9,42 %)      |
| 44 | JIHOČEŠTÍ HASIČI                                                                            | Vráž (44,09 %)                           | Mladá Vožice (13,58 %)            |
| 45 | Moravané                                                                                    | Pasohlávky (25,79 %)                     | Dačice (4,65 %)                   |
| 46 | Dobrá volba                                                                                 | Čeladná (27,84 %)                        | Frýdlant nad Ostravicí (2,60 %)   |
| 47 | STAROSTOVÉ a nezávislí                                                                      | Dolní Lomná (46,67 %)                    | Frýdlant nad Ostravicí (16,94 %)  |
| 48 | Svoboda a přímá demokracie – Tomio Okamura (SPD)                                            | Mrlínek (30,48 %)                        | Bystřice pod Hostýnem (11,13 %)   |
| 49 | NOVÁ GENERACE                                                                               | Planá (39,39 %)                          | Bechyně (2,31 %)                  |
| 50 | STAROSTOVÉ A VÝCHODOČEŠI                                                                    | Ohnišťany (57,14 %)                      | Vrchlabí (41,88 %)                |
| 51 | Starostové a Patrioti s podporou Svobodných a Soukromníků                                   | Maňovice (76,47 %)                       | Spálené Poříčí (39,24 %)          |
| 52 | Svobodní a Soukromníci                                                                      | Stříbrnice (61,67 %)                     | Uherské Hradiště (24,91 %)        |
| 53 | OBČANÉ PRO OLOMOUCKÝ KRAJ – volba OK                                                        | Horní Moštěnice (30,94 %)                | Litovel (11,80 %)                 |
| 54 | Dělnická strana sociální spravedlnosti – NE imigrantům, STOP nepřizpůsobivým a diktátu EU!  | Dasnice (15,38 %)                        | Větřní (11,39 %)                  |
| 55 | Koalice pro Pardubický kraj                                                                 | Semín (70,72 %)                          | Jevíčko (31,23 %)                 |
| 56 | Piráti a Strana zelených + Změna pro Královéhradecký kraj                                   | Kohoutov (18,06 %)                       | Hradec Králové (8,26 %)           |
| 57 | Strana zelených                                                                             | Hlavatce (16,67 %)                       | Nejdek (5,08 %)                   |
| 58 | Dělnická strana sociální spravedlnosti – NE imigrantům, PROTI nepřizpůsobivým, PRO pořádek! | Libčeves (25,23 %)                       | Duchcov (9,09 %)                  |
| 59 | OSOBNOSTI PARDUBICKÉHO KRAJE                                                                | Vysočina (65,14 %)                       | Horní Jelení (39,97 %)            |
| 60 | NOVÝ SEVER                                                                                  | Okounov (54,05 %)                        | Výsluní (11,94 %)                 |
| 61 | Koalice pro Plzeňský kraj – KDU-ČSL, Strana zelených a hnutí Nestraníci                     | Štichovice (53,23 %)                     | Manětín (30,27 %)                 |
| 62 | Strana svobodných občanů                                                                    | Závraty (33,33 %)                        | Týn nad Vltavou (6,75 %)          |
| 63 | STAROSTOVÉ A NEZÁVISLÍ (STAN) s podporou KOA, KDU-ČSL a TOP 09                              | Verušičky (49,60 %)                      | Boží Dar (40,20 %)                |
| 64 | HNUTÍ NEZÁVISLÝCH ZA HARMONICKÝ ROZVOJ OBCÍ A MĚST                                          | Krásná (73,74 %)                         | Bochov (54,87 %)                  |
| 65 | PRO REGION                                                                                  | Čaková (33,33 %)                         | Vítkov (9,72 %)                   |
| 66 | ZMĚNA PRO LIBERECKÝ KRAJ                                                                    | Stvolínky (26,25 %)                      | Liberec (11,71 %)                 |
| 67 | NE ILEGÁLNÍ IMIGRACI – PENÍZE RADĚJI PRO NAŠE LIDI                                          | Mladějov (22,56 %)                       | Úterý (3,51 %)                    |
| 68 | NEZÁVISLÍ                                                                                   | Osíčko (25,38 %)                         | Vratimov (6,06 %)                 |
| 69 | Konzervativní strana                                                                        | Javorník (okres Jeseník) (4,08 %)        | Javorník (okres Jeseník) (4,08 %) |
| 70 | Koalice Republikánů Miroslava Sládka, Patriotů České republiky a HOZK                       | Rozkoš (12,31 %)                         | Týniště nad Orlicí (1,61 %)       |
| 71 | Strana Práv Občanů                                                                          | Osvětimany (52,60 %)                     | Karolinka (17,21 %)               |
| 72 | „SPOLU PRO KRAJ KDU-ČSL, SZ A SNK ED“                                                       | Děkanovice (43,33 %)                     | Mšeno (23,92 %)                   |
| 73 | Žijeme Vysočinou – TOP 09 a Zelení                                                          | Zbinohy (30,77 %)                        | Havlíčkův Brod (10,09 %)          |
| 74 | Koalice pro Olomoucký kraj společně se starosty                                             | Hustopeče nad Bečvou (47,97 %)           | Velká Bystřice (34,39 %)          |
| 75 | Dělnická strana sociální spravedlnosti – Imigranty a islám v ČR nechceme!                   | Nový Kramolín (16,22 %)                  | Týnec nad Sázavou (3,19 %)        |
| 76 | Pro otevřený kraj - Piráti, Zelení, Změna                                                   | Vyškovec (12,50 %)                       | Rožnov pod Radhoštěm (7,57 %)     |
| 77 | Piráti a Strana zelených                                                                    | Horní Jiřetín (29,35 %)                  | Horní Jiřetín (29,35 %)           |
| 78 | Koalice Svoboda a přímá demokracie – Tomio Okamura (SPD) a Strana Práv Občanů               | Slavníč (36,36 %)                        | Orlová (11,95 %)                  |
| 79 | ProKraj                                                                                     | Měrunice (52,56 %)                       | Třebenice (10,22 %)               |
| 80 | PRO Zdraví a Sport                                                                          | Čečovice (33,33 %)                       | Boží Dar (4,90 %)                 |
| 81 | SDRUŽENÍ PRO REPUBLIKU – REPUBLIKÁNSKÁ STRANA ČECH, MORAVY A SLEZSKA                        | Košice (6,25 %)                          | Bruntál (2,50 %)                  |
| 82 | Česká pirátská strana                                                                       | Mariánské Lázně (29,90 %)                | Mariánské Lázně (29,90 %)         |
| 83 | Starostové pro Liberecký kraj                                                               | Prysk (78,24 %)                          | Hrádek nad Nisou (68,99 %)        |
| 84 | Národní socialisté - LEV21                                                                  | Kozly (2,56 %)                           | Dubá (0,74 %)                     |
| 85 | VÝCHODOČEŠI, NEZÁVISLÍ, PATRIOTI                                                            | Vítějeves (37,50 %)                      | Chrast (17,07 %)                  |
| 86 | ZMĚNA pro Vysočinu                                                                          | Horní Újezd (9,68 %)                     | Třebíč (3,48 %)                   |
| 87 | TOP 09 s podporou starostů a „Žít Brno“                                                     | Kobylnice (44,42 %)                      | Židlochovice (30,55 %)            |
| 88 | Naše Pardubice                                                                              | Dubany (3,70 %)                          | Pardubice (1,48 %)                |
| 89 | Úsvit - Národní Koalice                                                                     | Nezdenice (17,67 %)                      | Suchdol nad Lužnicí (4,63 %)      |